# Català
|  | Aquest article tracta sobre l'idioma. Vegeu-ne altres significats a «Català (desambiguació)». |

El català (denominació oficial a Catalunya, a les Illes Balears, a Andorra, a la ciutat de l'Alguer i tradicional a Catalunya del Nord) o valencià (denominació oficial al País Valencià i tradicional al Carxe) és una llengua romànica parlada a Catalunya, el País Valencià (tret d'algunes comarques i localitats de l'interior), les Illes Balears (on també rep el nom de mallorquí, menorquí, eivissenc o formenterer segons l'illa), Andorra, la Franja de Ponent (a l'Aragó), la ciutat de l'Alguer (a l'illa de Sardenya), la Catalunya del Nord, el Carxe (un petit territori de Múrcia habitat per pobladors valencians), i en comunitats arreu del món (entre les quals destaca la de l'Argentina, amb 200.000 parlants). Té deu milions de parlants, dels quals quasi la meitat ho són de llengua materna; el seu domini lingüístic, amb una superfície de 68.730 km² i 13.992.625 d'habitants (2013-2015), inclou 1.687 termes municipals. El 2023 era parlada com a llengua materna per més quatre milions de persones (29% de la població del territori lingüístic), de les quals 2.924.610 a Catalunya, 1.190.672 al País Valencià i 327.384 a les Illes Balears. Com les altres llengües romàniques, el català prové del llatí vulgar que parlaven els romans que s'establiren a Hispània durant l'edat antiga.
La normativa del català és establerta, d'una manera general, per l'Institut d'Estudis Catalans, que pren com a base l'ortografia, la gramàtica i el diccionari elaborats per Pompeu Fabra, i per a les variants específiques del valencià, per l'Acadèmia Valenciana de la Llengua, que pren com a base les Normes de Castelló, és a dir, l'ortografia de Pompeu Fabra però més adaptada a la pronunciació del català occidental i als trets que caracteritzen les varietats valencianes.
El català té cinc grans dialectes (valencià, nord-occidental, central, balear i rossellonès) que juntament amb l'alguerès, es divideixen fins a vint-i-una varietats i s'agrupen en dos grans blocs: el català occidental i el català oriental. Les propostes normatives permeten reduir les diferències entre aquests dialectes en el català estàndard des del punt de vista gramatical, fonètic i de lèxic.
El català és una llengua de transició entre les llengües iberoromàniques i les llengües gal·loromàniques, encara que antigament fos molt pròxima a l'occità, amb el qual comparteix origen i grup: l'occitanoromànic. Al llarg dels darrers segles, la major part dels dialectes del català han rebut una forta influència del castellà a l'Estat espanyol i a l'Estat andorrà, del francès a la Catalunya del Nord i també a Andorra, i de l'italià i del sard a l'Alguer, que hi ha deixat empremta en forma de nou vocabulari i noves expressions. El grau d'ús i d'oficialitat del català varia molt segons el territori, que va des de la nul·la oficialitat a França a ser l'única llengua oficial a Andorra, passant per la cooficialitat en tres comunitats autònomes espanyoles.

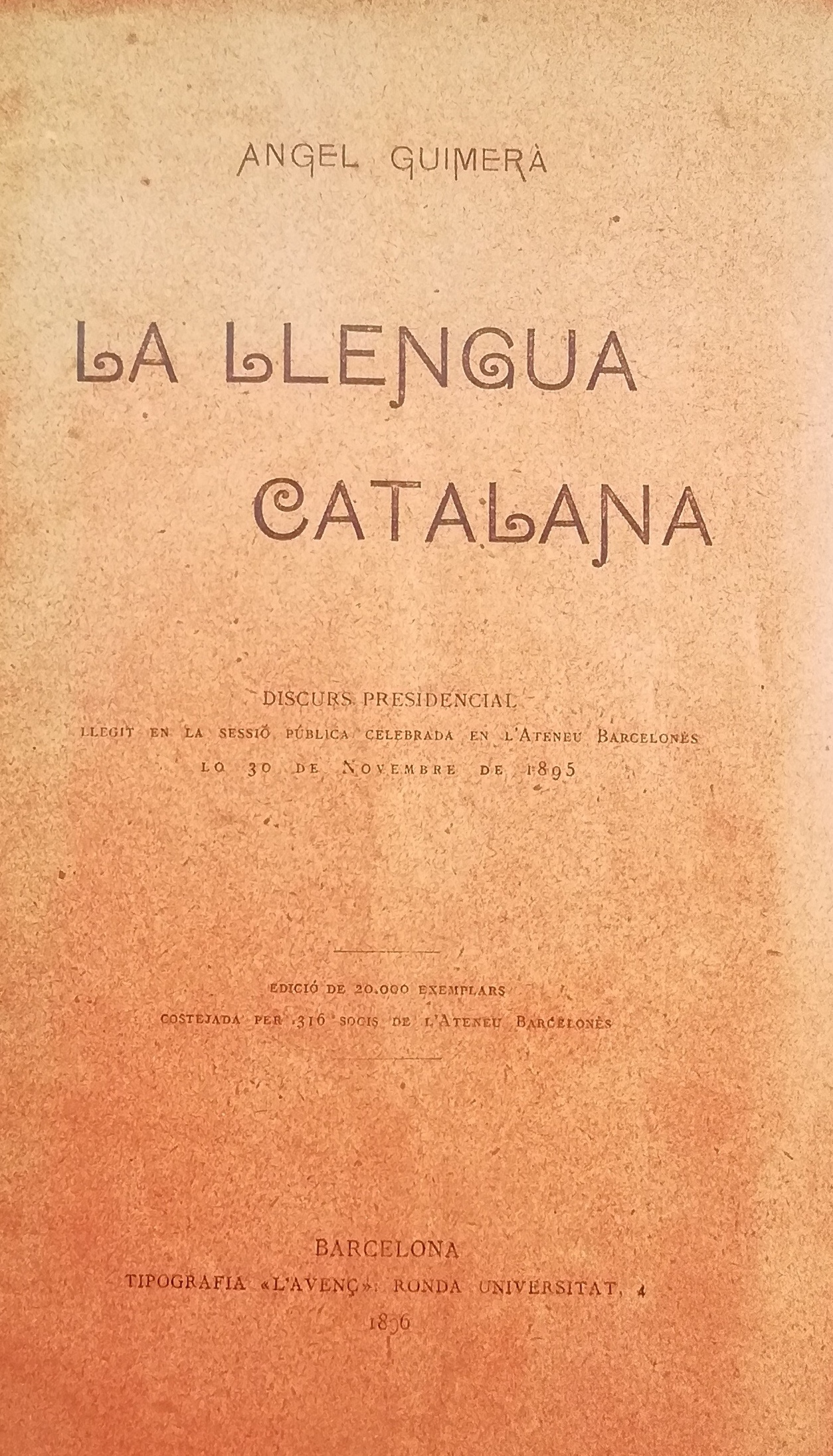
La Llengua Catalana, discurs presidencial d'Àngel Guimerà al 1895

L'ordre estàndard de les frases és Subjecte-Verb-Objecte, encara que pugui canviar en certs tipus de frases com les oracions interrogatives i algunes relatives. La morfologia del català és similar a la de la resta de llengües romàniques: relativament poques flexions; dos gèneres, cap cas (excepte en els pronoms personals, on encara romanen vestigis de la declinació llatina), i distinció entre singular i plural. Els adjectius també es flexionen segons el gènere i el nombre. La prosòdia presenta un accent prosòdic que pot ser marcat per mitjà d'accent gràfic. La llengua té una varietat vocàlica mitjana, amb vuit sons vocàlics diferents. Una característica pròpia del català és la manera com es forma el passat perifràstic, un temps verbal singular que combina un auxiliar basat en el verb anar (encara que no totalment coincident amb aquest) i l'infinitiu (en altres llengües del món aquesta combinació té un valor de futur).

## Glotònims
Al llarg de la història la llengua catalana, aquesta ha rebut diferents noms segons el territori, illa o fins i tot comarca o localitat. De vegades aquests glotònims han perdurat en el temps i altres han anat desapareixent.
A la fi del segle xiv ja es constata la denominació d'aquesta llengua al País Valencià, entre altres noms, com a valencià, denominació estatutaria oficial en l'actualitat. Per evitar els conflictes potencials que es podrien utilitzar com a arma política per afeblir la llengua basant-se en aquesta doble denominació, l'Acadèmia Valenciana de la Llengua, en el seu Dictamen sobre els principis i criteris per a la defensa de la denominació i l'entitat del valencià, constata que:
| « | És un fet que a Espanya hi ha dos denominacions igualment legals per a designar esta llengua: la de valencià, establida en l'Estatut d'Autonomia de la Comunitat Valenciana, i la de català, reconeguda en els Estatuts d'Autonomia de Catalunya i les Illes Balears. | » |

En el cas de les Illes Balears, un 69% dels parlants empra denominacions localistes (mallorquí, menorquí, eivissenc i formenterer) mentre que el 31% restant es refereix a la llengua com a català. No obstant, a les Balears, a diferència del cas del País Valencià, l'ús de glotònims diferents de l'unitari és compatible amb la percepció de la unitat de la llengua; un 81% dels parlants illencs considera que la llengua que parlen és la mateixa que a la resta de territoris de parla catalana.
Hi ha altres glotònims tradicionals que es fan servir com a sinònim de "català" al llarg del domini lingüístic. Així, per exemple, a l'Alguer se li diu alguerès, a Fraga se l'anomena fragatí, a Maella, maellà i a la comarca de la Llitera, lliterà. També hi ha constància que almenys durant el segle XIX i primers dels segle XX a Alacant se li anomenava també alacantí en la seua forma arcaiaca alicantí.

## Classificació

Cronologia de l'evolució territorial de les llengües del sud-oest d'Europa des del

El català és una llengua indoeuropea i actualment es troba entre la branca gal·loromànica i la branca iberoromànica de les llengües romàniques. És per això que podem dir que el català té una classificació força complexa i no exempta de polèmica (fins amb un cert rerefons polític), car comparteix moltes característiques amb el castellà (llengua iberoromànica) i amb l'occità i el francès (llengües gal·loromàniques). Depèn en gran manera de les fonts.
La Gramàtica del català contemporani situa el català dins les llengües romàniques occidentals, en una posició intermèdia entre la família gal·loromànica i la família iberoromànica. El català nasqué dins la família gal·loromànica i s'hi mantingué fins al segle xv, però a partir de llavors ha experimentat una clara influència del castellà. Comparant les diferents llengües romàniques, el català sovint s'ha considerat com a llengua pont o de transició entre les llengües iberoromàniques i les gal·loromàniques, posició que sovint implica certes connotacions de llengua menor. Altres estudis més moderns classifiquen el català dins el diasistema de les llengües occitanoromàniques, un conjunt lingüístic diferenciat en el context romànic.
Posicions minoritàries dins la lingüística catalana, però majoritàries dins la lingüística occitana, sostenen que, d'acord amb criteris d'intel·ligibilitat mútua, semblança lingüística i tradició literària comuna entre el català i l'occità, ambdues llengües s'haurien de considerar com a dialectes d'una mateixa llengua. Sobre aquesta qüestió els pares de la romanística, com ara Wilhelm Meyer-Lübke o Friedrich Christian Diez, inclogueren el català com a part integrant del conjunt occità.

## Distribució geogràfica
La llengua catalana es parla en quatre estats diferents:

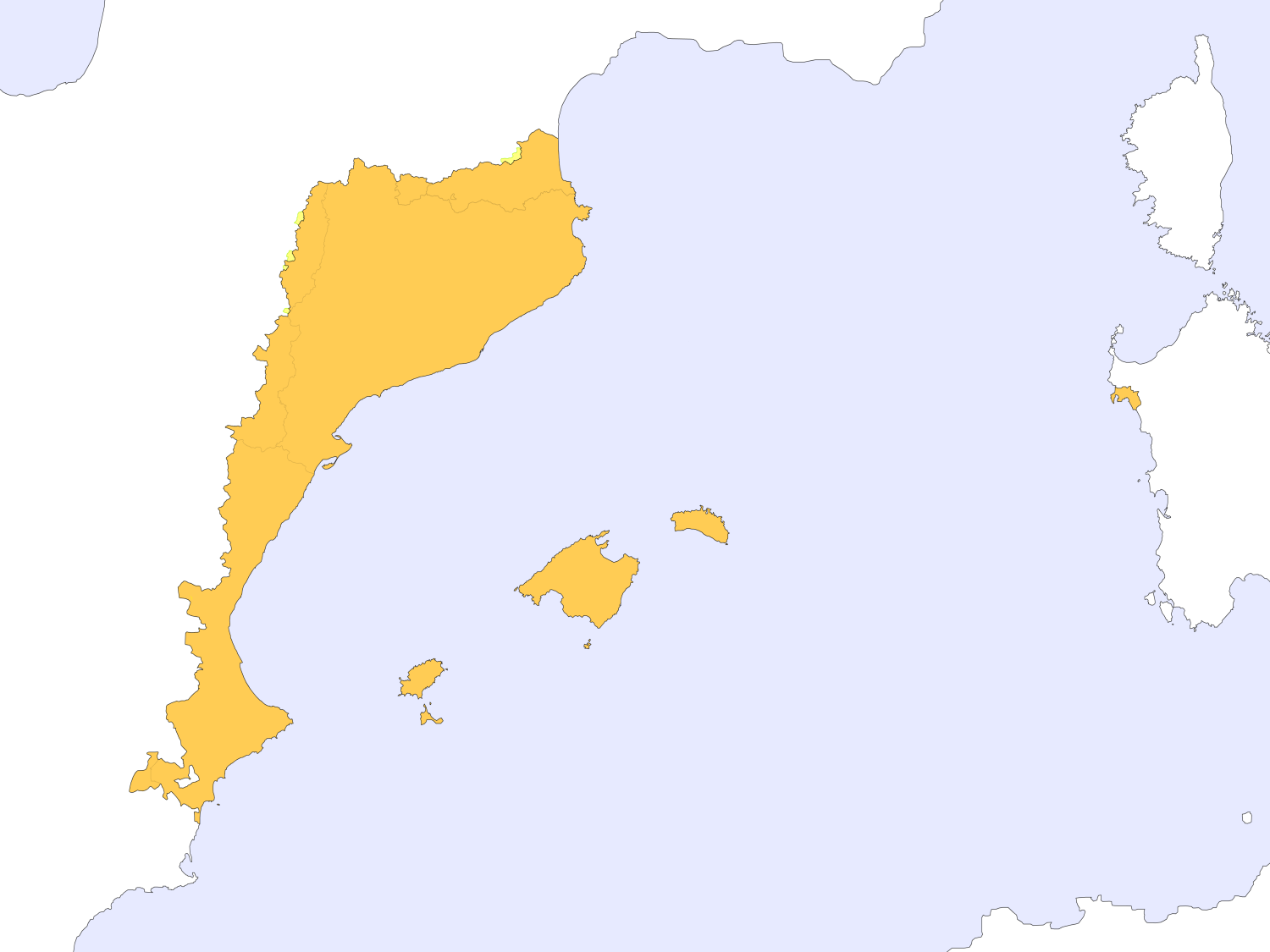
Territoris de llengua catalana.

Banderes dels territoris on es parla la llengua catalana.

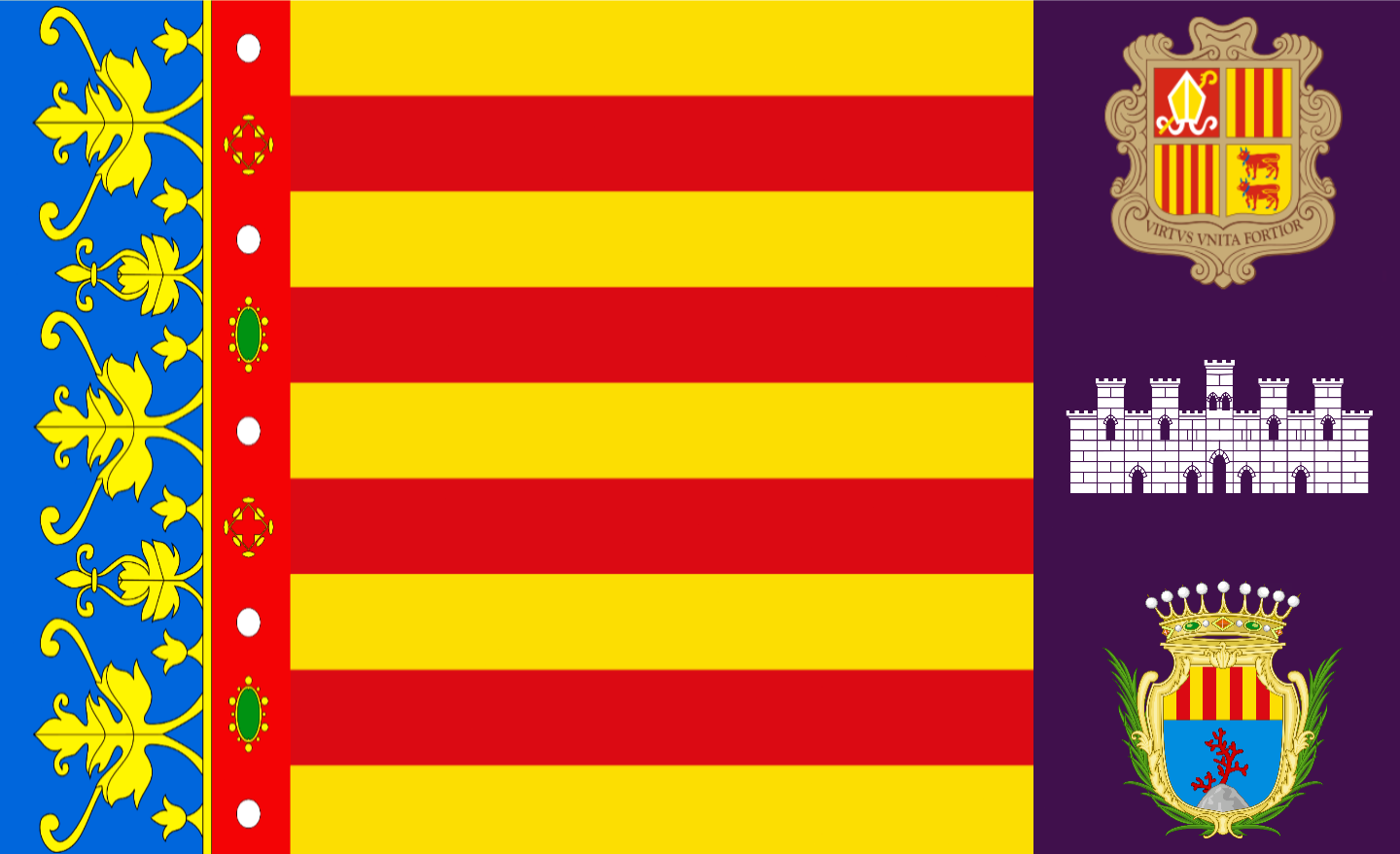
Una possible bandera per a la llengua catalana, reflectint la totalitat dialectal, que agafa com a base la senyera, símbol comú, afegint-hi elements oficials del País Valencià, Andorra, Illes Balears i la ciutat de L'Alguer, que representa la mescla entre els dialectes orientals i occidentals del català.

- Andorra, on és la llengua pròpia i únic idioma oficial. És la llengua habitual del 43,8% de la població.
- Espanya
  - Catalunya, on és la llengua pròpia i cooficial juntament amb el castellà i l'occità (variant aranesa). Existeixen diverses variants dialectals dins del territori. El 2018 era la llengua habitual del 43,5% de la població.
  - Illes Balears, on és la llengua pròpia i cooficial juntament amb el castellà, es parlen diverses variants dialectals. El 2014 era la llengua habitual del 47,1% de la població.
  - En la major part del País Valencià, on és la llengua pròpia i on es parla la varietat dialectal anomenada oficialment i genèricament valencià, no és uniforme a tot el territori, ja que hi ha tres subdialectes amb matisos de diferència. De fet, la zona septentrional valenciana i la meridional catalana comparteixen un mateix dialecte, el valencià de transició. En aquesta zona i rep el nom històric[28] i oficial de valencià.[29] Igual que en altres territoris, hi existeixen subdialectes: el valencià de transició o tortosí, a la zona septentrional i compartit amb la zona meridional catalana, el valencià septentrional o castellonenc, el valencià central, el meridional i el valencià alacantí. En les zona valencianoparlant el 2021 el català era la llengua habitual del 28,46% de la població a casa. Per a més informació, vegeu l'article valencià.
  - A la zona oriental d'Aragó (Franja de Ponent), territori format per les comarques de la Llitera i el Matarranya, i prop de la meitat dels municipis de la Ribagorça, Baix Cinca i Baix Aragó – Casp; el 2014 la tenien com a llengua habitual el 49,6 % de la població del territori. A la Llei 2/2016 d'Aragó en el seu article 35 indica que L'aragonès i el català d'Aragó, en què estan incloses les seves varietats dialectals, són les llengües i modalitats lingüístiques pròpies a què es refereix l'article 7 de l'Estatut d'Autonomia d'Aragó. Malgrat això, el 2024, però el govern tenia intencions de deixar de considerar tant el català com l'aragonès llengües pròpies de l'Aragó.[30]
  - Una petita comarca de la Regió de Múrcia, coneguda com el Carxe, on el català, en aquest cas valencià, és parlat per unes cinc-centes persones, encara que no és oficial.
- França
  - Els antics territoris tributaris dels comtats del Rosselló i la Cerdanya (territori conegut també com a Catalunya del Nord) que van formar part de la Monarquia Hispànica fins al Tractat dels Pirineus (1659). Actualment, es corresponen amb la gairebé totalitat del departament dels Pirineus Orientals. Aquí el català no és oficial i ha retrocedit molt davant del francès. És la llengua habitual del 3,5% de la població.
  - Nombroses comunitats de gitanos catalans residents a França han mantingut de fa segles el català com a llengua materna i de relació entre ells. N'hi ha sobretot a Occitània (des d'Aquitània fins a la Provença), però també a la França central i septentrional.[31][32]
- Itàlia
  - La ciutat italiana de l'Alguer a l'illa de Sardenya, on és parlat habitualment per un 13,9% de la població. L'Estat italià, en virtut de la "Norma en matèria de tutela de les minories lingüístiques històriques" de 1999, preveu l'ús de llengües com el català en l'administració pública, en el sistema educatiu així com la posada en marxa de transmissions radiotelevisives per la RAI sempre que l'estatut de llengua subjecta a tutela sigui sol·licitat al consell provincial per municipis en què ho sol·liciti el quinze per cent de la població.[33] Anteriorment, el 1997, el Consell Regional de Sardenya havia reconegut la igualtat en dignitat de la llengua sarda amb la italiana a tota l'illa, així com amb altres llengües d'àmbit més reduït, entre les que cita el català, a la ciutat de l'Alguer.[34] La ciutat, per la seva banda, promulga la seva tutela i normalització en els seus estatuts de 2000.[35]

Una denominació que intenta englobar a tota aquesta àrea lingüística, no exempta de discussions pel caràcter ideològic que ha anat adquirint, és la de Països Catalans, encunyada a la fi del segle xix i popularitzada per Joan Fuster en la seva obra Nosaltres els valencians («Nosaltres els valencians», 1962).

## Història

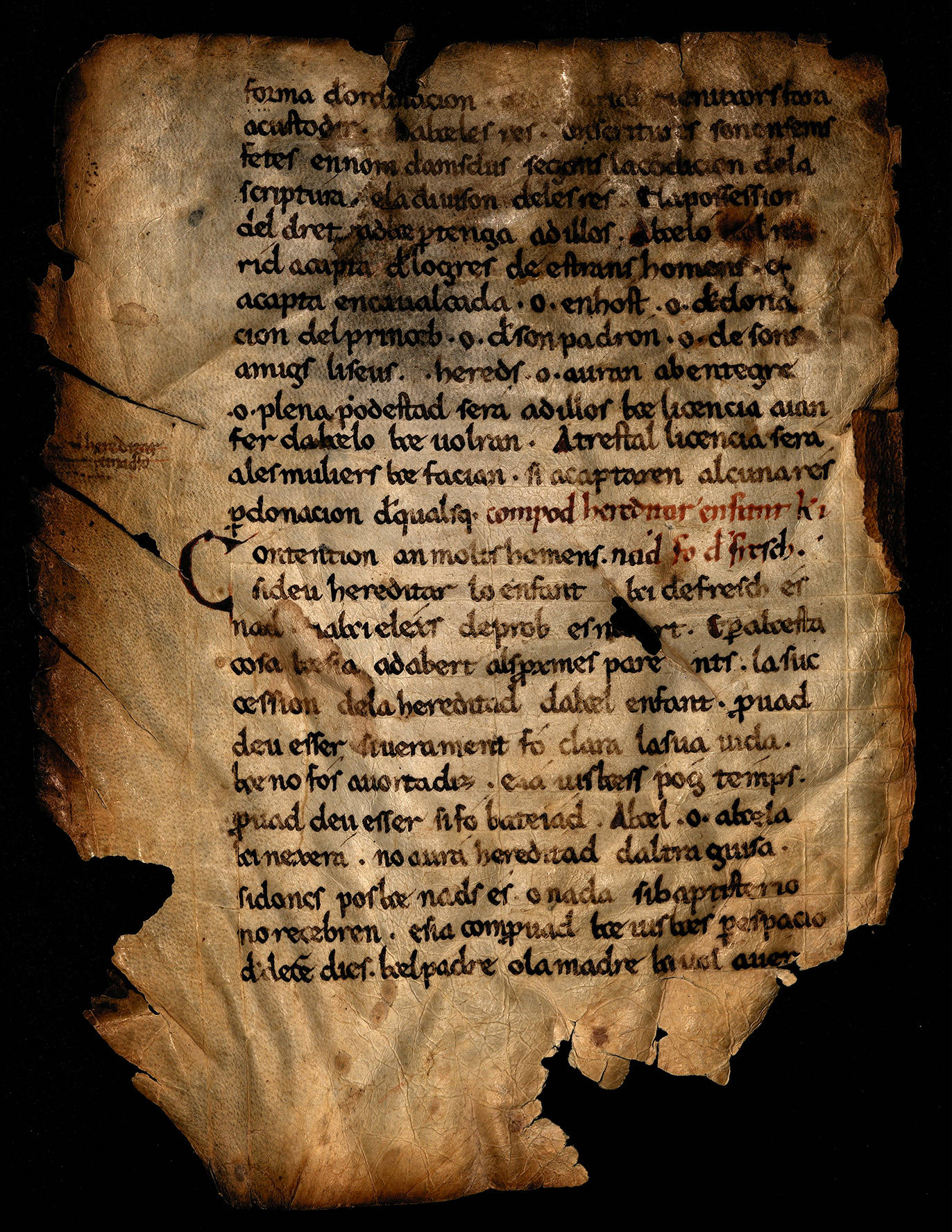
Fragment del Llibre Jutge, 1060-1080, copiat a Organyà i conservat a l'Arxiu del Bisbat d'Urgell, ms. 185. El llibre més antic totalment escrit en català

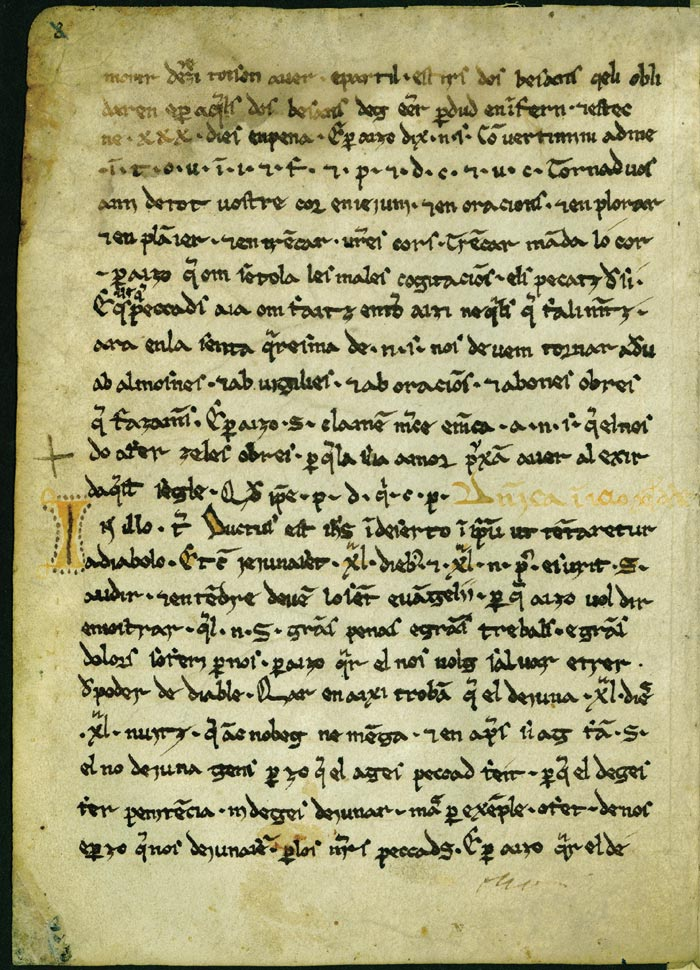
Les Homilies d'Organyà són un dels primers documents literaris més antics escrits en català.

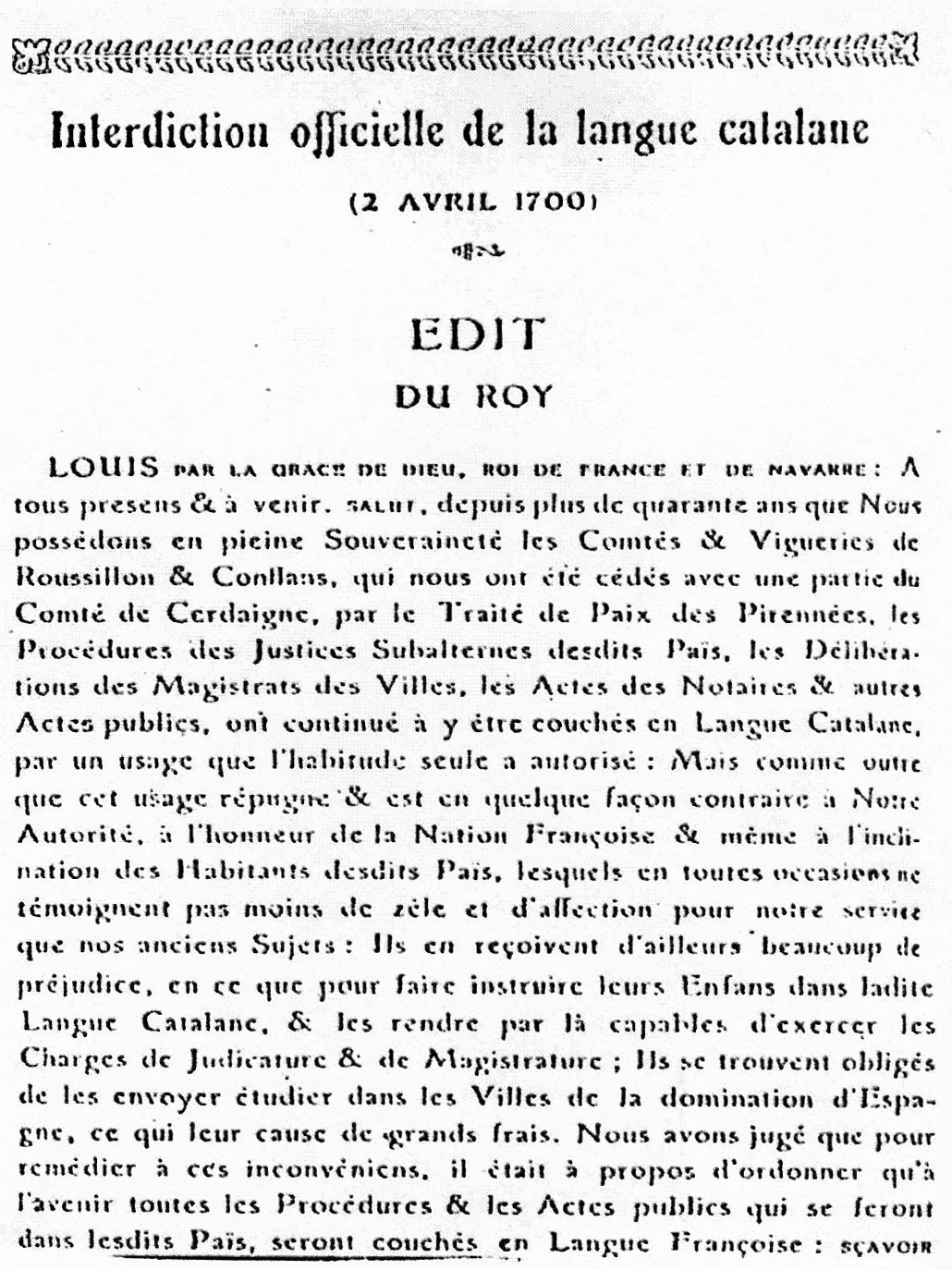
Decret de prohibició de la llengua catalana al Rosselló, Conflent i la Cerdanya del 2 d'abril de 1700.

Els primers batecs del català escrit són pel cap baix del segle iv i es troben en els textos de Pacià de Barcelona, encara que el llibre més antic escrit totalment en català és el Llibre Jutge, del segle xi i copiat a Organyà. Les cèlebres Homilies d'Organyà són ja dels anys 1220-1230 i d'una data semblant ho seria la còpia del Llibre Jutge conservada al Monestir de Montserrat. Fins als segles xvi i xvii, quan comença el retrocés del català escrit enfront del castellà, la llengua catalana s'estén i la seva literatura es desenvolupa amb autors com ara Ramon Llull, Ramon Muntaner (s. xiii – s. xiv), Ausiàs March, Bernat Metge i Joanot Martorell (s. xv).
L'ús del català fou prohibit al Principat de Catalunya en el camp oficial des del Decret de Nova Planta (1716), al Regne de València (1707) i a Mallorca i Eivissa (1715). A Catalunya Nord ja s'havia aplicat una prohibició similar el 1700. Menorca va passar a sobirania britànica el 1713.
Aquestes prohibicions van restar excepte breus períodes durant la primera i segona república espanyola als territoris catalans d'Espanya i fins a l'entrada dels diferents estatuts d'autonomia entre el 1978 i el 1983, excepte a la Franja.
Des de la meitat del segle xiii fins al tombant del segle xv, hom ha parlat el català al Regne de Múrcia, on hi havia components militars de la Corona d'Aragó i pobladors catalans. A la ciutat de Càller, a Sardenya, havia estat una llengua habitual fins al segle xviii, com va passar també a Malta. Durant el segle xix hi va haver importants colònies catalanoparlants a Saint Augustine (Florida) i a Algèria, que parlaven un dialecte extint, conegut com a patuet.
El 1807 l'Oficina d’Estadística del Ministeri d’Interior francès va demanar als prefectes una enquesta oficial sobre els límits de la llengua francesa. L'enquesta constata que al Rosselló, es parlava pràcticament només català, i, atès que Napoleó volia incorporar el Principat a França, com succeí el 1812, es preguntà al cònsol a Barcelona. Aquest declara que el català “se enseña en las escolas, se imprimeix y se parla, no sols ente lo baix poble, si que també entre las personas de primera calitat, aixi en tertulias, com en visitas y congressos”, indicant que es parla a tot arreu “a excepcio dels tribunals reals". També indica que el català es parla a més “en lo Regno de Valencia, en las islas de Mallorca, Menorca, Ibissa, Sardeña, Corcega y molta part de Sicilia, en la Vall d’Aran i Cerdaña”.

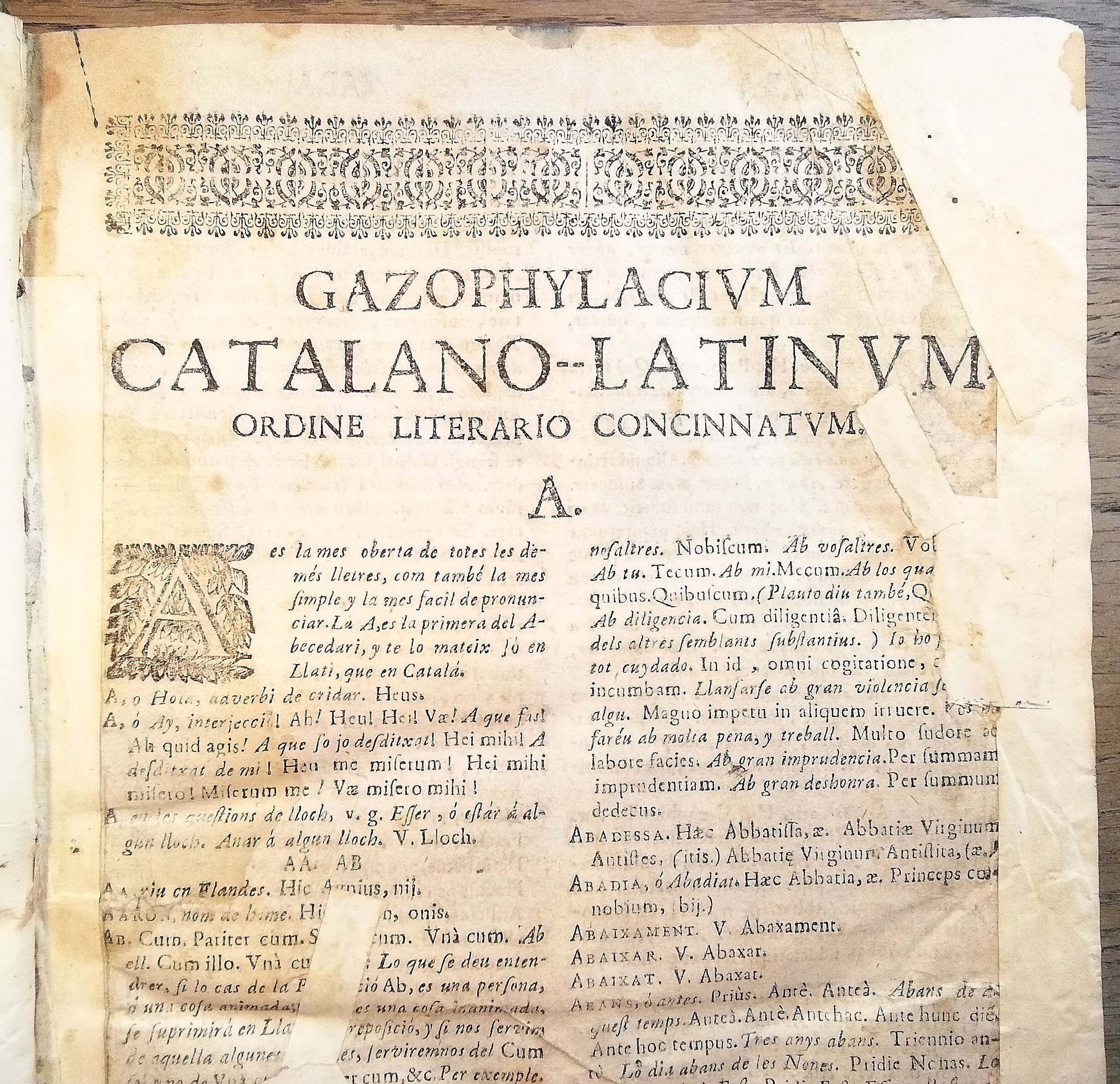
Un dels primers diccionaris Català-Llatí, publicat a Barcelona l'any 1696, el Gazophylacium, amb més de 1.000 pàgines.

Al segle xix amb la Renaixença es produeix la recuperació del català com a llengua de cultura i posteriorment s'inicia un esforç normativitzador que culmina al segle xx amb diverses fites com ara l'obra de Pompeu Fabra i l'Institut d'Estudis Catalans. Durant el segle xix es considerava el català com un dialecte de l'occità arribat durant la reconquesta, o pels musulmans durant la retirada de Septimània. Un dels primers filòlegs que van creure que el català i el provençal són llengües diferents fou Friedrich Christian Diez.

## Característiques
El català té algunes característiques lingüístiques que la fan diferent de les llengües romàniques del voltant, sorgides de l'evolució local i peculiar del llatí vulgar. Els trets següents són algunes de les mutacions del llatí que s'han esdevingut durant la consolidació del català, i també se'n mostren altres trets generals.

### Vocalisme
- Trets comuns amb el grup gal·loromànic:
  - Caiguda de les vocals àtones finals excepte -A (mūrum, flōrem → mur, flor) que l'oposen al grup iberoromànic que les conserva, excepte -E (muro però flor/chor), o a l'italoromànic que les conserva totes (muro, fiore).

- Trets comuns amb l'occità:
  - El català presenta una riquesa de diftongs i mots monosil·làbics: ([aj] rai, [ej] rei, [aw] cau, [ew] beu, [ow] pou, etc.)

- Trets que l'oposen al gal·loromànic:
  - Conservació gairebé general del so de la-u- llatina (català oriental lluna [ˈʎunə], català occidental lluna [ˈʎuna/ɛ], occità luna [ˈlynɔ], francès lune [lyn]). Només el dialecte capcinès va passar a la -u- gal·loromànica.

- Trets que l'oposen al castellà:
  - Manteniment de [ɛ] i [ɔ].

- Trets que l'oposen a l'occità (de manera genèrica):
  - Reducció del diftong au a "o oberta" [ɔ] (caulem, paucus → col, poc)

### Consonantisme
- Tret de la Romània occidental:
  - Sonorització de -P-, -T-, -C- intervocàliques en -b-, -d-, -g- (capra, catēna, sēcūrus → cabra, cadena, segur)

- Trets comuns gal·loromànics:
  - Manteniment dels grups inicials PL, CL, FL- (plicāre, clāvem, flōrem → plegar, clau, flor). Aquest tret, comú amb les llengües gal·loromàniques, oposa el català a les llengües iberoromàniques[42] que normalment els han perdut (en castellà llegar, llave, en portuguès chegar, chave).[43][44]
  - Com en francès, en portuguès i en occità, se sonoritzen les consonants sordes obstruents quan el fonema primer de la paraula següent és una vocal o una consonant sonora, per exemple (en pronunciació valenciana): els homes [eɫs] i [ˈɔmes] → [eɫˈzɔmes]; peix bo [ˈpe(j)ʃ] i [ˈbɔ] → [ˈpe(j)ʒˈβɔ]; blat bord [ˈblat] i [ˈboɾt] → [ˈbladˈboɾt].

- Trets comuns amb l'occità (llenguadocià)
  - Caiguda de -N- intervocàlica esdevinguda final en el lèxic (pānem, vīnum → pa, vi). Contràriament al llenguadocià, el plural conserva aquesta [n] (ex: pans, vins) fora del dialecte septentrional, el rossellonès.
  - Ensordiment de les consonants finals: verd [t], àrab [p].

- Trets específics, que gairebé no es troben en cap altra varietat de la Romània:
  - -D- intervocàlica esdevinguda final passa a -u (pedem, crēdit →peu, (ell) creu)
  - -C + e, i, final →-u (crucem → antic crou > creu)
  - Les terminacions -TIS en la flexió verbal (2a persona del plural) han derivat a -u (mīrātis → antic miratz → mirau → mirau/mireu.

- Palatalitzacions consonàntiques (dispersades en la resta de la Romània):
  - Palatalització de L- inicial (lūna, lēgem → lluna, llei). Aquest tret es troba també en el subdialecte foixenc (occità) i a la zona asturlleonesa.
  - Palatalització de -is- [jʃ]/[ʃ] procedent de -X-, SC- (coxa, piscem → cuixa, peix)
  - /k/ + [e], [i], [j] → *[ts] → [s]; caelum → cel [ˈsɛɫ].
  - /ɡ/ + [e], [i], [j] → *[dʒ] → [ʒ]/[dʒ]; gelū → gel [ˈʒɛɫ].
  - /j/ → *[dʒ] → [ʒ]/[dʒ]; iactāre → gitar [ʒiˈta]
  - -ly-, -ll-, -c'l-, -t'l- → ll [ʎ]; mulierem → muller; caballum → cavall, també hi ha altres casos com villa → vila, on s'ha simplificat la geminació; auricula → *oric'la → orella; vetulus → *vet'lu → vell.
  - -ni-, -gn-, -nn- → ny [ɲ]; ligna → llenya; annum → any tret compartit amb el castellà.

- Els altres trets, també originals, tenen una extensió superior a les llengües romàniques.
  - Reducció dels grups consonàntics -MB-, -ND→ -m-, -n- (camba, cumba, mandāre, binda > cama, coma, manar, bena), tret compartit amb l'occità gascó i el llenguadocià meridional.
  - Presència de geminades: setmana [mm], cotna [nn], bitllet [ʎʎ], guatla [ɫɫ], intel·ligent [ɫɫ]. Trets quasi desapareguts al dialecte valencià. Aquestes sols són comunes a l'occità i a les varietats itàliques.

### Morfologia
- El català baleàric ha conservat l'article salat se, sa, sos, ses (< llatí ipse «mateix»), probablement anterior a la forma derivada de ille. Aquest article solament s'ha conservat de manera dominant al sard i està en perill d'extinció, si no ha desaparegut, en algunes àrees de Provença i de Sicília.
- Els articles més usuals (i normatius) són el, la, els, les (ara, al dialecte nord-occidental i a l'alguerès perduren encara les formes masculines lo, los)
- Contràriament a les varietats iberoromàniques, el català practica certes elisions fonètiques. Algunes s'escriuen com el + home > l'home i d'altres no s'escriuen quinze anys [ˈkinz ˈaɲs].
- Els possessius genèrics es formen amb l'article (ex: el meu gos) com en italià (il mio cane), en portuguès (o meu cão), en algunes varietats occitanes (roergàs, llenguadocià, gascó pirinenc i niçard). Existeix alhora una altra forma de possessiu (de presència variada segons els dialectes) usada essencialment per a certs membres de la família i/o per a expressar un grau d'afecte elevat (ex: mon pare; en valencià ma casa, ma vida).
- El femení plural es forma amb "-es" (casa > cases).
- Té plurals sensibles (el francès no en té; Ex: un pas > des pas) que es formen amb -os. Ex: gos > gossos, peix > peixos. S'oposa així al castellà i a l'occità llenguadocià que usen -es (ex: mes > meses).
- Absència gairebé completa del partitiu com a les llengües iberoromàniques i en oposició a les llengües gal·loromàniques (ex: vull pa, cast. quiero pan, però fr. je veux du pain).
- Existeix la formació del pretèrit mitjançant perífrasi amb una conjugació especial del present del verb anar. Ex: jo vaig dir (que generalment ha desplaçat jo diguí).

### Lèxic
El lèxic bàsic català sembla demostrar més afinitats amb el grup gal·loromànic que amb l'iberoromànic. Aquestes semblances es fan més paleses amb l'occità (posarem exemples del dialecte llenguadocià).
- fenestra > finestra (oc. fenèstra/finèstra, fr. fenêtre, it. finestra), així com esp. hiniestra i port. antic fẽestra, però actualment esp. ventana, port. janela (però gallec xanela i fiestra)
- mandūcāre > menjar (oc. manjar, fr. manger, it. mangiare); contra comedere > esp. i port. comer
- matutinum > matí (oc. i fr. matin, it. mattino/mattina); contra *māneāna > esp. mañana, port. manhã
- parabolāre > parlar (oc. parlar, fr. parler, it. parlare); contra fābulāre > esp. hablar, port. falar
- tabula > taula (oc. taula, fr. table, it. tavola); contra mēnsa > esp. i port. mesa.

Segons Ethnologue, i a manca de dades referents al francès, el català té en l'italià la llengua més propera en similaritat lèxica fora del diasistema occitanoromànic: 87% de semblança amb l'italià, 85% amb el portuguès i el castellà, 76% amb el ladí, 75% amb el sard i 73% amb el romanès.

### Alfabet i caràcters
L'alfabet utilitzat per antonomàsia és l'alfabet català. Malgrat això, de l'època medieval existeixen alguns llibres i texts en català aljamiat, és a dir, català escrit amb caràcters hebreus o àrabs. Per exemple, algunes de les làpides del Centre Bonastruc Saporta de Girona són escrites en català amb caràcters hebreus.

### Sistema d'escriptura
El sistema d'escriptura també presenta certs trets particulars. El català presenta una característica única, l'escriptura de la ela geminada: ‹l·l› (com a intel·ligent). L'altre tret especial del català és la ‹ny› [ɲ] que també es troba a l'hongarès, a les llengües filipines, al malai, a l'indonesi i a diverses llengües africanes. També convé esmentar la grafia ‹-ig›, pronunciada [t͡ʃ] després de vocal i [it͡ʃ] després de consonant, representada a poques paraules (com faig, maig, mig ([mit͡ʃ]), desig ([deˈzit͡ʃ]) puig, raig, Reig, roig, vaig, veig) o la representació amb ‹t› + "consonant" les consonants dobles en: ‹tm›, ‹tn›, ‹tl› i ‹tll› i l'africament en: ‹ts›, ‹tz›, ‹tx›, ‹tg› i ‹tj› (setmana, cotna, Betlem, bitllet, potser, dotze, jutge, platja).

### Gramàtica
Els substantius i adjectius catalans es declinen en gènere i nombre. Els substantius pertanyen a un d'entre dos gèneres – masculí per la forma un/una i femení per la forma una/unes. Igual que els determinants, els adjectius han de concordar en gènere i nombre amb el substantiu que acompanyen. Per exemple, el sintagma el noi senzill es pot flexionar de la següent manera:
|         | Singular         | Plural              |
| ------- | ---------------- | ------------------- |
| Masculí | el noi senzill   | els nois senzills   |
| Femení  | la noia senzilla | les noies senzilles |

En el cas dels substantius que poden anar en masculí o femení, el femení es forma habitualment afegint el sufix -a a la forma masculina; per exemple, gat/gata o nen/nena. Tanmateix, també hi ha nombrosos adjectius que presenten una forma diferent pel masculí i el femení (home/dona, bou/vaca), que formen el femení de forma especial (emperador/emperadriu, metge/metgessa) o que tenen la mateixa forma pel masculí i el femení (estudiant, portaveu). En alguns pocs casos especials, un substantiu pot canviar de gènere si canvia de nombre. Així doncs, es diu "l'art paleocristià" però "les belles arts".
Les frases catalanes segueixen un esquema SVO (subjecte-verb-complement o objecte) encara que es permeti la variació en l'ordre dels elements per qüestions d'estil o per donar més rellevància a determinada informació. El mot més important de la frase és el verb, sense el qual no existeix l'oració gramatical.

## Dialectes
El 1861, Manuel Milà i Fontanals va proposar una divisió del català en dos grans blocs dialectals: Català oriental i Català occidental.
No hi ha una línia precisa que divideixi els dos blocs, puix que sempre hi ha una zona de transició força ampla entre cada parell de dialectes, excepte a les illes Balears. Les diferències més notables entre tots dos blocs són:
- Català occidental:
  - Les vocals àtones són: [a] [e] [i] [o] [u]. Hi ha distinció entre la e i la a i entre la o i la u.
  - La x inicial o postconsonàntica està africada /tʃ/. Entre vocals o quan està precedida de i, és /jʃ/.
  - La pronunciació de les Ē ("e" llargues) i Ǐ ("i" breus) tòniques del llatí [e].
  - La 1a persona del present d'indicatiu és -e (valencià) o -o (nord-occidental i de transició).
  - Els verbs incoatius de la 3a conjugació es formen en -ix, -ixen, -isca.
  - Hi ha manteniment de la nasal plural medieval en mots proparoxítons: hòmens, jóvens.
  - Hi ha vocabulari específic: espill, xiquet...

- Català oriental:
  - Les vocals àtones són: [ə] [i] [u]. Les vocals e i a en posició àtona es tornen /ə/ i la o i la u es tornen /u/ (tanmateix, es manté /o/ a Mallorca).
  - La x tant si és inicial, postconsonàntica, entre vocals o si és precedida de i és fricativa /ʃ/.
  - Les Ē ("e" llargues) i Ǐ ("i" breus) tòniques del llatí es pronuncien [ɛ] (a la major part del baleàric es pronuncien [ə] i en alguerès es pronuncien [e]).
  - Antiga tendència a la iodització de certs mots històrics (tret estigmatitzat i en fort retrocés actualment a Catalunya, amb frases com "la paia a l'ui").
  - La 1a persona del present d'indicatiu és -o (central), -i (septentrional) i zero (Balears i alguerès).
  - Els verbs incoatius de la 3a conjugació es formen en -eix, -eixen, -eixi.
  - La -n- del plural nasal medieval de les paraules proparoxítones cau: homes, joves.
  - Hi ha vocabulari específic: mirall, noi/al·lot...

Cap dialecte és completament homogeni: tot dialecte es pot subdividir en molts subdialectes. El català es divideix en dos blocs dialectals i aquests en diversos dialectes:
| Divisió dialectal del català-valencià | | |
| BLOC OCCIDENTAL a) Nord-occidental 1. Ribagorçà i. Benasquès (CA < > AN) 2. Pallarès b) Occidental de transició 1. Tortosí o valencià de transició 2. Matarranyenc c) Valencià 1. Castellonenc 2. Valencià central 3. Valencià meridional 4. Alacantí 5. Valencià murcià. (Desaparegut, trets lèxics i gramaticals transferits al murcià o panotxo) DIALECTES DE TRANSICIÓ ENTRE BLOCS a) Xipella* (oriental < > occidental) 1. Solsoní b) Salat de la Marina* (mallorquí < > valencià) | BLOC ORIENTAL a) Septentrional (rossellonès) 1. Capcinès b) Central 1. Salat de la Costa Brava* 2. Barceloní 3. Tarragoní 4. Septentrional de transició c) Baleàric 1. Mallorquí i. Mallorquí pollencí ii. Mallorquí solleric iii. Mallorquí felanitxer iv. Mallorquí sineuer iv. Mallorquí d'Argentina (Desaparegut) 2. Menorquí i. Menorquí oriental ii. Menorquí occidental ii. Menorquí de Florida (Desaparegut) 3. Eivissenc i. Eivissenc oriental ii. Eivissenc occidental iii. Vilatà d) Alguerès | DIALECTES NO CLASSIFICATS a) Patuet d'Algèria (Desaparegut) b) Judeocatalà (Desaparegut) c) Catanyol |

### Estàndards
Existeixen dos estàndards principals per a la llengua catalana, el regulat per l'Institut d'Estudis Catalans, l'estàndard general vàlid per a tot el domini lingüístic, tenint com a centre l'ortografia establerta per Pompeu Fabra i Poch però amb els trets gramaticals i ortogràfics característics del català central no influenciats pel castellà, i el regulat per l'Acadèmia Valenciana de la Llengua, estàndard d'àmbit restringit vàlid per al País Valencià, centrat en l'estandardització del valencià prenent com a base les Normes de Castelló, és a dir, l'ortografia de Pompeu Fabra però adaptada a la pronúncia del català occidental i als trets que caracteritzen els dialectes valencians.
L'estàndard de l'IEC, a més de tenir com a base els trets del català central, pren també trets d'altres dialectes considerant-los com a estàndard. Tot i això, la diferència més notable de tots dos estàndards és l'accentuació de moltes "e" tòniques, per exemple: francès o anglès (IEC) – francés o anglés (AVL), cafè (IEC) – café (AVL), conèixer (IEC) – conéixer, comprèn (IEC) – comprèn (AVL). Això és a causa de la diferent pronunciació d'algunes "e" tòniques, especialment les Ē ("e" llargues) i les Ǐ ("i" breus) tòniques del llatí, en ambdós blocs del català, on al bloc oriental es pronuncia [ɛ] a l'occidental es pronuncia [e]. Malgrat això, l'estàndard de l'AVL manté l'accent greu "è", sense pronunciar-se obert al bloc occidental, en algunes paraules com són: què, València, èter, sèsam, sèrie i època.
També hi ha altres divergències com l'ús de tl en alguns mots per l'AVL en comptes de tll com en ametla/ametlla, espatla/espatlla o butla/butlla, l'ús dels determinants demostratius elidits (este, eixe) igual que els reforçats (aquest, aqueix) o l'ús de moltes formes verbals comunes en el valencià, i moltes esteses pel bloc occidental, com les formes del subjuntiu o l'escriptura dels incoatius tant en -ix- com en -eix- o l'ús preferent del morfema -e de la 1a persona singular del present d'indicatiu.
A les Illes Balears es fa servir l'estàndard de l'IEC adaptat al marc dialectal balear per la secció filològica de la Universitat de les Illes Balears, l'òrgan consultiu del Govern Balear. Per exemple, l'IEC indica que tan correcte és escriure "cantam" com "cantem" i la Universitat determina que la forma preferent a les Illes ha de ser "cantam" fins i tot en àmbits formals. Un altre tret de l'estàndard balear és l'escriptura de la 1a persona del singular del present d'indicatiu, on no hi ha desinència: "jo cant", "jo tem", jo "dorm".
A l'Alguer, l'IEC ha adaptat l'estàndard a la varietat algueresa. En aquest estàndard s'hi pot trobar, entre altres característiques, l'article lo d'ús general, possessius especials la mia, lo sou/la sua, lo tou/la tua, etc., ús de la -v- al pretèrit imperfet a totes les conjugacions: cantava, creixiva, llegiva; ús de moltes paraules de caràcter arcaic a la resta del domini mes d'ús molt corrent a l'alguerès: manco per menys, calqui u per algú, qual/quala per quin/quina, etc. i adaptacions dels pronoms febles.

## Nombre de parlants al món

### Dins del domini lingüístic
Territoris on té estatus oficial

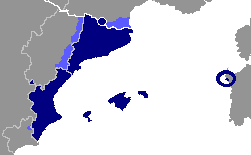
Àrees on el català és idioma oficial
Àrees on el català no és idioma oficial

Les dades en general provenen de l'InformeCAT de Plataforma per la Llengua (2017-2018), excepte quan se n'indiqui el contrari:
| Territori                   | L'entén    | El sap parlar | Llengua inicial o usada a casa |
| --------------------------- | ---------- | ------------- | ------------------------------ |
| Catalunya                   | 7.091.477  | 6.027.006     | 2.924.610                      |
| País Valencià               | 4.388.060  | 2.529.064     | 1.190.672                      |
| Illes Balears               | 1.080.287  | 898.379       | 327.384                        |
| Andorra                     | 71.802     | 59.012        | 33.000                         |
| L'Alguer (Sardenya, Itàlia) | 38.759     | 22.192        | 7.478                          |
| Total                       | 12.670.385 | 9.535.653     | 4.483.144                      |

A Catalunya, País Valencià i les Illes Balears, la llengua inicial s'hi inclou els que parlen les dues llengües a casa l'any 2023. Les dades de la llengua inicial de l'Alguer són del 2004. Les dades d'Andorra de la llengua inicial són de l'Estudi sobre coneixements i usos lingüístics de la població andorrana de 2022.
Territoris en els quals no té estatus oficial

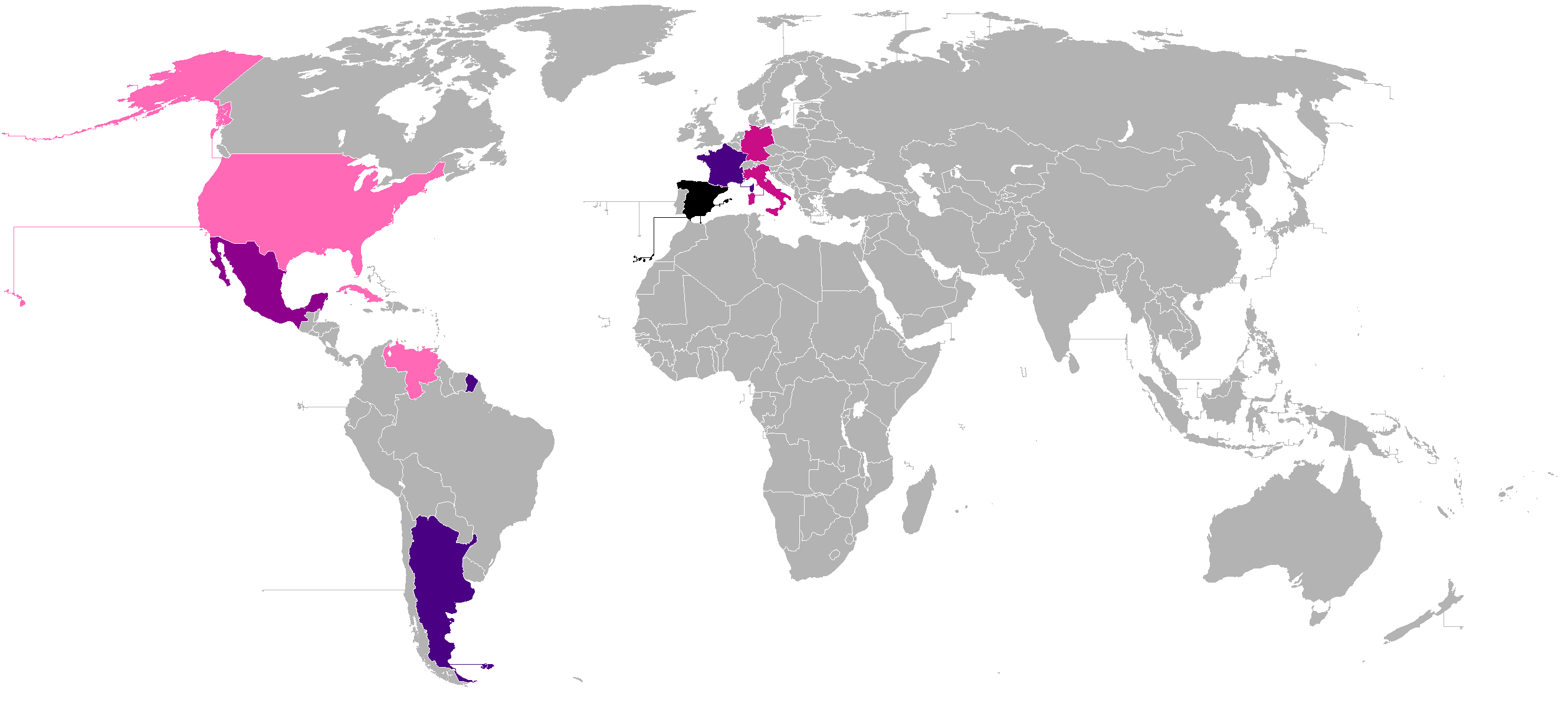
Català al món per nombre de parlants
+ 8.000.000 parlants
+ 100.000 parlants
+ 50.000 parlants
+ 25.000 parlants
+ 1.500 parlants

| Territori                              | L'entén            | El sap parlar      | Llengua inicial    |
| -------------------------------------- | ------------------ | ------------------ | ------------------ |
| Catalunya del Nord (Occitània, França) | 283.935            | 164.775            | 47.115             |
| Franja de Ponent (Aragó, Espanya)      | 43.625             | 37.181             | 21.471             |
| El Carxe (Regió de Múrcia, Espanya)    | Sense dades (<677) | Sense dades (<677) | Sense dades (<677) |
| Total                                  | 327.560            | 201.956            | 68.586             |

Les dades de la llengua inicial de la Catalunya Nord són de Coneixements i usos lingüístics a la Catalunya Nord el 2015. Les dades de la llengua inicial de la Franja de Ponent són dels Usos lingüístics a la Franja, 2014.

### Fora del domini lingüístic
| País            | El sap parlar |
| --------------- | ------------- |
| Argentina       | 204.000       |
| Mèxic           | 64.000        |
| Espanya         | 58.544        |
| Alemanya        | 49.000        |
| Veneçuela       | 5.700         |
| Cuba            | 3.500         |
| Estats Units    | 2.325         |
| Resta de països | ~50.000       |
| Total           | ~458.402      |

### Total
Si sumem totes les taules anteriors obtenim aquest resultat:
| Àrea                       | L'entén    | El sap parlar | Llengua inicial |
| -------------------------- | ---------- | ------------- | --------------- |
| Dins del domini lingüístic | 12.997.945 | 9.737.610     | 4.551.730       |
| Fora del domini lingüístic | 402.128    | 311.359       | Sense dades     |
| Total                      | 13.400.074 | 10.048.969    | 4.551.730       |

## Situació sociolingüística
La característica sociolingüística més destacada del català és que en tots els territoris on es parla es troba en situació de bilingüisme social: amb el francès a Catalunya del Nord, amb l'italià (més que amb el sard) a L'Alguer, i amb el castellà a la resta del domini lingüístic, incloent-hi Andorra, on també es parla francès, castellà i portuguès. D'altra banda, el català el 2010 era la desena llengua en traducció, la vuitena a la blogosfera i la vintena en edició al món.

### Tots els territoris
| Coneixement del català (2013-2015) | Coneixement del català (2013-2015) | Coneixement del català (2013-2015) | Coneixement del català (2013-2015) | Coneixement del català (2013-2015) |
| ---------------------------------- | ---------------------------------- | ---------------------------------- | ---------------------------------- | ---------------------------------- |
| Territori                          | El sap parlar                      | L'entén                            | El sap llegir                      | El sap escriure                    |
| Catalunya                          | 80,4                               | 94,3                               | 82,4                               | 60,4                               |
| País Valencià                      | 56,4                               | 77,7                               | 57,2                               | 38,3                               |
| Illes Balears                      | 80,5                               | 96,8                               | 83,5                               | 61,9                               |
| Catalunya del Nord                 | 35,4                               | 61,1                               | 39,2                               | 14,3                               |
| Andorra                            | 78,9                               | 96,0                               | 89,7                               | 61,1                               |
| Franja de Ponent                   | 80,2                               | 94,1                               | 74,7                               | 41,2                               |
| L'Alguer                           | 50,5                               | 88,2                               | 35,6                               | 8,1                                |

Percentatge de la població de 15 i més anys, al País Valencià: només zona catalanòfona i persones que tenen un domini més bo que 'un poc' en cada categoria.
| Ús social (2003-2004) | Ús social (2003-2004) | Ús social (2003-2004) |
| --------------------- | --------------------- | --------------------- |
| Territori             | A casa                | Al carrer             |
| Catalunya             | 31                    | 51                    |
| País Valencià         | 31                    | 32                    |
| Illes Balears         | 38                    | 41                    |
| Catalunya del Nord    | 1                     | 1                     |
| Andorra               | 38                    | 51                    |
| Franja de Ponent      | 52.2                  | 61                    |
| L'Alguer              | 8                     | 4                     |

Percentatge de la població de 15 i més anys, al País Valencià: només zona catalanòfona.
| Llengua materna (2013-2015) | Llengua materna (2013-2015) |
| --------------------------- | --------------------------- |
| Territori                   | Percentatge                 |
| Catalunya                   | 31,3%                       |
| País Valencià               | 27%                         |
| Illes Balears               | 37,9%                       |
| Andorra                     | 27%                         |
| Franja de Ponent            | 52,2%                       |
| Catalunya del Nord          | 9,1%                        |
| L'Alguer                    | 17,5%                       |
| Total                       | 28,8%                       |

Percentatge de la població de 15 i més anys que té el català com a llengua materna únicament.
Segons dades de la UNESCO el català el 2019 era la vint-i-tresena llengua més traduïda a altres llengües del món i la vint-i-setena a la qual es tradueix més. Segons un estudi de Jordi Mas, de Softcatalà, el català és la vint-i-sisena llengua més emprada a Internet.

### Catalunya

Ús habitual del català per vegueries l'any 2018. (Font: IDESCAT).
+70%
58-60%
54-57%
38-40%
27%

La llengua pròpia de Catalunya és el català, excepte a la Vall d'Aran on ho és l'aranès. Tant el català com el castellà, llengua oficial de l'Estat espanyol, són oficials en tot el territori. L'occità, denominat aranès a la Vall d'Aran, és també oficial a Catalunya. Generalment els catalans són bilingües i parlen les dues llengües principals encara que difereixen respecte a l'idioma que tenen per llengua materna. Segons les dades de 2018, més del 97 % dels catalans sap parlar castellà mentre que el 81,2 % sap parlar català. A més, l'ús per cada parlant d'un o un altre idioma depèn amb freqüència de l'àmbit social en el qual s'expressi. Segons les dades de l'Institut d'Estadística de Catalunya, el 36,1% dels catalans utilitza el català com a llengua habitual, el 48,6% el castellà i el 7,4% ambdues. El 7,4% de la població resident de Catalunya utilitza habitualment altres llengües. L'aranès és la llengua materna del 21,4 % de la població de la Vall d'Aran, la pròpia del 24,7 % i l'habitual del 19,7 %.
El 2018, la llengua catalana era considerada la llengua materna del 34,3 % dels catalans, la pròpia del 43,2 % i la d'ús habitual del 43,5 % (els percentatges inclouen també als parlants que consideren conjuntament al castellà i al català com a llengua materna, pròpia o d'ús habitual).
A Catalunya es parlen els dos blocs principals de la llengua. L'oriental inclou el dialecte central, majoritari, que es parla a les comarques del nord de Tarragona, Barcelona, i Girona, en la regió pirinenca de la qual apareixen ja trets de català septentrional. L'occidental és el propi de les comarques occidentals de Catalunya (Lleida i sud de les tarragonines) i mostra trets similars al valencià, amb el qual forma un continu i en la intersecció del qual es troba el tortosí. El català és especialment preponderant fora de l'àrea metropolitana de Barcelona i del Camp de Tarragona. La Generalitat ha anat desenvolupant legislació que promou i protegeix l'ús social del català.
El castellà que es parla a Catalunya té trets dispars, sense mostrar un dialecte específic. Alguns parlants del castellà que són originaris d'altres regions d'Espanya mostren trets fonètics i dialectals propis de la seva terra d'origen, mentre que uns altres van neutralitzar aquests trets, sia a voluntat, per contacte amb catalanoparlants, per la influència dels mitjans de comunicació, etc. Els catalanoparlants que parlen castellà mostren algunes influències de la seva llengua materna i els seus trets són, de vegades, estereotipats com els propis dels catalans en parlar en llengua castellana. El castellà no es considera llengua pròpia de Catalunya pel seu origen, ja que va ser portat per les grans onades immigratòries del segle xx, sobretot les dels anys 60 i 70, procedents de la resta d'Espanya, sobretot d'Andalusia i Extremadura, i que en gran part es van concentrar a l'àrea metropolitana de Barcelona.
La comunitat immigrant o forana instal·lada a Catalunya sovint manté la seva llengua materna per comunicar-se amb els seus familiars o parlants del seu mateix idioma que resideixin també al territori. A part del castellà parlat pels immigrants procedents de la resta d'Espanya i de l'Amèrica Llatina, destaquen sobretot les persones que tenen de llengua materna l'àrab (140.300) i el romanès (70.500), si bé el seu nombre s'estén considerablement en moltes ciutats que, com Barcelona, amb habitants de fins a 177 nacionalitats, mostra un ampli repertori lingüístic, dels quals a més dels citats, destaca l'amazic, el francès, el portuguès, l'italià, l'alemany, el rus, i l'anglès. L'enquesta estadística d'usos lingüístics de la Generalitat feta el 2018 revelava també la presència important de parlants de gallec com a llengua materna (49.000).
A Catalunya el factor més important del bilingüisme social és la immigració procedent de la resta d'Espanya. Hom ha calculat que, sense migracions, la població de Catalunya hauria passat d'uns 2 milions de persones el 1900 a 2,4 el 2001, en comptes dels més de 6,1 milions censats en aquesta data (i que són més de 7 el 2008); és a dir, la població sense immigració hauria estat el 39% de la real el 1980. El percentatge de parlants de català com a primera llengua a Catalunya ha passat del 36,2%, més 2,5% de bilingües el 2003 al 31,5% més un 2,8% de bilingües el 2018, unes dades que confirmen el retrocés del català a Catalunya, encara que, més lentament que en altres territoris.
Segons els El coneixement del català 2011, de les dades comparatives que aquesta enquesta ofereix amb relació a les de l'any 1986, tot just encetada la política lingüística, destaca el fet que mentre que la població de 2 anys i més en aquests vint-i-cinc anys havia crescut en 1.470.118 habitants, la població que havia adquirit les distintes habilitats lingüístiques ho havia fet de manera superior: 1.662.114 persones més entenien el català, hi havia 1.597.671 nous parlants, 2.208.336 eren nous lectors i 2.224.726 persones més sabien escriure en català, factor que és atribuïble a una actitud social favorable i a polítiques públiques eficaces. A partir del 2013 es van començar a agafar dades de només els majors de 15 anys, i no se'n pot fer una comparació exacta, però pel que fa a percentatge de persones que entenen el català, del 1986 al 2018 ha augmentat del 90,3% al 94,4%, els qui el saben parlar del 68,3% al 81,2%, els qui el saben llegir del 60,5% al 85,% i els qui el saben escriure del 31,5% al 65,3%.
Tot i així, pel que fa als usos, el català és la segona llengua més parlada de Catalunya, on és superada pel castellà tant com a llengua materna, d'identificació i habitual segons les dades oficials de l'Institut d'Estadística de Catalunya 2018, tot i que el català és la llengua més parlada en 5 de les 8 àrees funcionals de Catalunya. Segons les dades de l'Institut d'Estadística de Catalunya (Idescat) per a l'any 2018, el català era la llengua habitual del 43,5% de la població de Catalunya (un 36,1% en exclusiva i un 7,4% bilingüe amb el castellà). En termes absoluts, 2.779.300 persones tenien el català com a idioma habitual (2.395.100 en exclusiva i 474.200 bilingüe amb el castellà), davant de 3.578.800 (56%) que tenien al castellà com a llengua habitual. Respecte a l'enquesta del 2003 d'Idescat s'observa un retrocés en xifres absolutes de l'ús habitual del català (2.779.300 enfront de 2.850.000 de 2003) i també en valors relatius (43,5% davant del 50,7%). S'observa també un creixement, tant en valors absoluts com relatius, dels habitants de Catalunya que usen habitualment tant el castellà com el català (en valors absoluts es produeix gairebé una triplicació, passant de 265.40 a 474.200; en valors relatius, el creixement és del 4,7% al 7,4%), tot i que l'ús únic del català augmenta respecte el 2008 (35,6% a 36,1%).
Segons l'Enquesta d'usos lingüístics de la població 2018, de l'Institut d'Estadística de Catalunya, el 31,5% de la població tenia com a llengua materna el català, el 52,7% el castellà i el 2,8% era bilingüe matern. La llengua catalana ha patit també un fort retrocés com a llengua habitual passant del 46% el 2003, al 36,1% el 2018, mentre que el castellà augmenta del 47,2% el 2003 al 48,6% el 2018. Per la seva banda els bilingües perfectes segueixen incrementant-se fins al 7,4% el 2008. Segons la mateixa font, el català ha seguit augmentant tant en parlants com en coneixement escrit de la població, però continua disminuint en percentatge respecte al total de la ciutadania catalana.
Els habitants de Catalunya que tenen com a llengua materna al català són menys que aquells que la fan servir de manera habitual. Segons l'Idescat, el 2018, 2.186.800 persones (31,5%) tenien al català com a llengua materna (enfront de 3.366.000, 52,7%, que tenen al castellà). Aquestes xifres inclouen 176.400 que també tenen com a llengua materna al castellà. Es mostren fenòmens similars als descrits amb la llengua habitual en relació amb les dades de 2003: estabilització de parlants que tenen al català com a llengua materna (2.177.800 el 2003 enfront dels citats 2.186.800 de 2018), amb la reculada en termes relatius (38,70% enfront del 34,3%), augment dels parlants que tenen com a llengües maternes al castellà i al català (es passa de 141.600 a 176.400 parlants; augment del 2,5% al 2,8% en termes relatius), amb la consegüent disminució del nombre de persones que consideren exclusivament al català com a llengua materna.
En sentit similar, els catalans que consideren al català com a llengua d'identificació són menys (però no de manera tan acusada) que els que la fan servir de manera habitual. Segons les dades d'Idescat, el 2018, 2.761.200 persones (43,20%) tenien al català com a llengua d'identificació (per 3.419.600, el 53,50% que ho feien amb el castellà). Aquestes xifres inclouen 440.600 persones que també s'identifiquen amb el castellà. Hi ha un lleuger descens del nombre de parlants que s'identifiquen amb el català (2.770.500 el 2003 enfront dels citats 2.761.200 de 2018), amb retrocés en termes relatius (49,30% enfront del 43,20%), augment dels parlants que s'identifiquen amb el català i el castellà (es passa de 278.600 a 440.600 parlants; augment del 5% al 6,9% en termes relatius), amb la simètrica disminució del nombre de persones que s'identifiquen exclusivament amb el català.
En maig de 2025 els socis d'investidura del president socialista de la Generalitat de Catalunya Salvador Illa van signar Pacte Nacional per la Llengua amb una vintena d'entitats, del que tota l'oposició va mantenir-se al marge.
| Coneixement del català a Catalunya (2021) | Coneixement del català a Catalunya (2021) | Coneixement del català a Catalunya (2021) |
| Coneixement                               | Persones                                  | Percentatge                               |
| ----------------------------------------- | ----------------------------------------- | ----------------------------------------- |
| L'entén                                   | 7.164.000                                 | 95,9%                                     |
| El sap parlar                             | 6.688.000                                 | 89,6%                                     |
| El sap llegir                             | 6.762.000                                 | 90,6%                                     |
| El sap escriure                           | 6.140.000                                 | 82,2%                                     |
| Població total major de 2 anys            | 7.467.000                                 | 100%                                      |

| El català a Catalunya   |           |          |           |          |           |          |           |          |           |          |
|                         | Any 2003  | Any 2003 | Any 2008  | Any 2008 | Any 2013  | Any 2013 | Any 2018  | Any 2018 | Any 2023  | Any 2023 |
| Persones                | %         | Persones | %         | Persones | %         | Persones | %         | Persones | %         |          |
| Llengua habitual        | 2.850.300 | 50,7%    | 2.933.300 | 47,6%    | 2.697.000 | 43,1%    | 2.779.300 | 43,5%    | 2.847.545 | 42,6%    |
| Llengua inicial         | 2.177.800 | 38,7%    | 2.186.000 | 34,6%    | 2.093.000 | 33,4%    | 2.186.800 | 34,3%    | 2.346.000 | 34,6%    |
| Llengua d'identificació | 2.770.500 | 49,3%    | 2.838.100 | 46%      | 2.713.000 | 43,4%    | 2.761.200 | 43,2%    | 3.024.700 | 44,6%    |

Àmbits del pla territorial de Catalunya.
Àrea Metropolitana de Barcelona
Camp de Tarragona
Catalunya Central
Penedès
Ponent
Comarques gironines
Alt Pirineu i Aran
Terres de l'Ebre

S'observa que el català es manté com a llengua habitual en termes absoluts entre 1980 i 2008, encara que de manera lenta, en comptes de retrocedir com al País Valencià o a la Catalunya del Nord. El retrocés en termes relatius que s'ha produït en el període 2003-2008 es deu a la important arribada d'immigrants a Catalunya, més de mig milió en aquest període, un 36% dels quals tenen al castellà com a llengua pròpia. Altres estudis, com La Segona Generació a Barcelona: Un Estudi Longitudinal (març de 2009), aplicat a l'àrea metropolitana de Barcelona, assenyalen que aproximadament el 80% dels immigrants de la zona d'estudi considerada prefereix utilitzar el castellà, un percentatge superior al dels que el parlen pel seu origen. Els autors creuen que és així per haver-se instal·lat els immigrants en barris on el castellà és més habitual.
Pel que fa a la distribució territorial (dades de 2018), la població que té el català com a llengua habitual és predominant en els àmbits de les Comarques gironines (54,1%), Terres de l'Ebre (72,2%), Ponent (57%), Catalunya Central (59,6%) i Alt Pirineu i Aran (58,8%), on el català com a llengua habitual (exclusiva) és usat per més del 50% de la població. Els graus menors d'ús exclusiu es donen en el Camp de Tarragona (40,4%), el Penedès (38,9%) i l'Àrea Metropolitana de Barcelona (27,5%). Respecte a les dades de 2003, s'observa un retrocés percentual dels parlants habituals exclusius de català en totes les àrees.
La Generalitat de Catalunya ha dut a terme una tasca de foment i potenciació de l'ús del català com la llengua prioritària a Catalunya. Tant l'estatut d'autonomia de 1979 com el de 2006 defineixen al català com llengua pròpia de Catalunya. L'estatut de 2006 indica a més que:
| «                                                | El català […] és la llengua d'ús normal i preferent de les administracions públiques i dels mitjans de comunicació públics de Catalunya, i és també la llengua normalment emprada com a vehicular i d'aprenentatge en l'ensenyament. | » |
| — Estatut d'Autonomia de Catalunya, article 6.a. | |   |

### País Valencià
El País Valencià té una realitat sociolingüística molt complexa i plural, amb predomini del castellà a les zones urbanes i amb predomini del valencià a les zones rurals. La província de Castelló i el sud de la província de València són les zones on més es parla el valencià, i la província d'Alacant i l'àrea metropolitana de València són les zones on menys es parla. A la part del País Valencià on és llengua pròpia, existeix un procés de substitució lingüística del català pel castellà. Aquest procés s'ha completat gairebé del tot a la ciutat d'Alacant i és molt avançat a la de València, malgrat que encara no és important en àrees rurals. Fins a una època recent, molts parlants eren en situació prop de la diglòssia, cosa que vol dir que feien servir el català només en situacions informals, mentre que a les situacions institucionalitzades feien servir exclusivament el castellà.
El 2024, la llengua ha patit atacs de partits com VOX que volen arraconar-la a l'escola, i per exemple volen eliminar el mínim de 25% de valencià a les escoles de zones castellanoparlants. A més a més, amb la nova llei a les zones valencianoparlants serien les famílies en comptes del consell escolar qui ho decidiria. També recupera una doble línia valencià-castellà. Aquestes mesures trenquen amb el consens entorn de la Llei d'ús i ensenyament del valencià, en vigor des del 1983.
| Regió Alacant      | 76,1% | 12,2%  | 5,5%  | 9%    |
| Regió Alcoi-Gandia | 34,5% | 43,3%  | 10,6% | 11,6% |
| València i À.M.    | 76,7% | 12,5%  | 6,4%  | 4,4%  |
| Regió València     | 46,1% | 41,3%  | 8,4%  | 4,2%  |
| Regió Castelló     | 49,6% | 33%    | 9,5%  | 7,9%  |
| Total              | 56,6% | 28,46% | 8,08% | 7,42% |

El predomini del castellà es concentra bàsicament a una franja interior central i occidental, i a un enclavament (Asp i Montfort) a l'extrem sud, comprenent-hi el 25% del territori i en el que resideixen el 13% de la població. En aquest territori s'empren unes variants dialectals del castellà amb influència del català, el dialecte xurro i el dialecte murcià, tot i que no està consensuada per tots els lingüistes a causa de les diferències dialectals del Baix Segura i Villena amb la zona oriental de Múrcia. El valencià té en aquesta zona un grau de coneixement limitat.
El predomini del valencià es concentra a la costa i a les comarques contigües, abasta el 75% del territori i hi resideix el 87% de la població. Segons un sondeig del 2021, en aquesta àrea el 28,46% de la població afirma utilitzar el valencià preferentment a casa, davant del 56,6% que utilitza la llengua castellana (amb un 8,08% de persones que usen indistintament les dues llengües). Per zones, l'ús del valencià a casa és predominant a les zones de concentració urbana mitjana o baixa, mentre que el castellà ho és a les grans concentracions urbanes. El castellà que es parla en aquesta zona té alguns trets fonètics i lèxics propis o influenciats pel valencià.
Seguint dades oficials sobre l'ús en l'àmbit domèstic, per zones dins el territori de predomini valencianoparlant, el valencià té un ús minoritari a l'àrea metropolitana de València i a la zona de la meitat sud de la província d'Alacant, on s'utilitza sempre per menys del 30%. L'ús continuat del valencià a la llar només és majoritari a la regió d'Alcoi-Gandia.
Les dades sociolingüístiques referides al valencià publicades al Coneixement i ús del valencià editat per la Generalitat Valenciana el 2021 eren (zona valencianoparlant):
- Quant a les quatre habilitats lingüístiques:

El 79,4% de la població del País Valencià de més de quinze anys entenia el valencià. Poc més de la meitat, el 54,9% era capaç de parlar-lo. El 60,9% està capacitada per a llegir-lo, i el 44,4% pot escriure'l.
- Quant a l'ús de la llengua. Les dades de l'ús del valencià donen compte de la minorització de la llengua:

A casa el 23,1% usa el valencià predominantment o exclusiva (un 7,5% més l'usa indistintament amb el castellà), el 20,4% l'utilitza en les relacions d'amistat (un 14,7% més l'usa indistintament amb el castellà), un 13,9% el fa servir en grans superfícies comercials (un 9,7% més l'usa indistintament amb el castellà) i un 14% amb la gent que no coneix (un 9,1% més l'usa indistintament amb el castellà).
- Comparativa de la situació sociolingüística de 1985 i 2021.

Quant a les quatre habilitats lingüístiques es verifica un estancament en el percentatge de població que és capaç d'entendre el valencià, una disminució en 12 punts de la població competent per a parlar-lo (d'un 66,8% a un 54,9%) i un increment notable de la que pot llegir-lo (d'un 30,5 % a un 60,9%) i escriure'l (d'un 9,6% a un 44,4%), en 30 punts i 35 punts respectivament. Quant a l'ús de la llengua el percentatge de població que usa el valencià ha baixat 30 punts o més en tots els àmbits d'ús.
| Evolució lingüística a les zones considerades històricament valencianoparlants | Evolució lingüística a les zones considerades històricament valencianoparlants | Evolució lingüística a les zones considerades històricament valencianoparlants | Evolució lingüística a les zones considerades històricament valencianoparlants | Evolució lingüística a les zones considerades històricament valencianoparlants |
| Any                                                                            | Castellà                                                                       | Valencià                                                                       | Bilingüe                                                                       | Altres                                                                         |
| ------------------------------------------------------------------------------ | ------------------------------------------------------------------------------ | ------------------------------------------------------------------------------ | ------------------------------------------------------------------------------ | ------------------------------------------------------------------------------ |
| 1989                                                                           | 49,6%                                                                          | 45,8%                                                                          | 4,5%                                                                           | 0,1%                                                                           |
| 1992                                                                           | 45,0%                                                                          | 50,4%                                                                          | 4,6%                                                                           | 0,0%                                                                           |
| 1995                                                                           | 47,2%                                                                          | 50,0%                                                                          | 2,8%                                                                           | 0,0%                                                                           |
| 2005                                                                           | 54,5%                                                                          | 36,4%                                                                          | 6,2%                                                                           | 2,9%                                                                           |
| 2008                                                                           | 56,8%                                                                          | 32,3%                                                                          | 7,6%                                                                           | 3,3%                                                                           |
| 2021                                                                           | 56,6%                                                                          | 28,46%                                                                         | 8,08%                                                                          | 7,42%                                                                          |

| Coneixement del català al País Valencià (2021) | Coneixement del català al País Valencià (2021) | Coneixement del català al País Valencià (2021) | Coneixement del català al País Valencià (2021) |
| Coneixement                                    | Zona valencianoparlant                         | Zona castellanoparlant                         | Total                                          |
| ---------------------------------------------- | ---------------------------------------------- | ---------------------------------------------- | ---------------------------------------------- |
| L'entén                                        | 79,4%                                          | 54%                                            | 75,8%                                          |
| El sap parlar                                  | 54,9%                                          | 24,2%                                          | 50,6%                                          |
| El sap llegir                                  | 60,9%                                          | 35%                                            | 57,2%                                          |
| El sap escriure                                | 44,4%                                          | 19,5%                                          | 40,8%                                          |

### Illes Balears
El català és la llengua pròpia de les Illes Balears (així definida en el seu Estatut d'Autonomia) i cooficial, al costat del castellà, per ser-ho aquesta en tot l'Estat. El cas balear és semblant al de Catalunya, també aquí el factor principal en l'expansió del castellà ha estat la immigració, en mesura molt més gran que la substitució lingüística.
La situació sociolingüística del català a les Illes Balears és diferent segons l'illa i la zona, a Menorca i a la Part Forana de Mallorca és on més es parla el català i a Palma i a Eivissa és on menys es parla. A més, a les zones turístiques, es parlen l'anglès i l'alemany. Encara que amb menys impacte, l'italià és també un idioma freqüent, sobretot a Formentera, que compta amb un alt índex de turisme d'aquesta nacionalitat.
Segons una enquesta duta a terme el 2003 per la Secretaria de Política Lingüística dels 1.113.114 habitants de les Illes Balears l'entenien 749.100 persones (el 93,1%), el sabien parlar 600.500 persones (el 74,6%), i era la llengua habitual de 404.800 persones (el 45,7%). Al període 2013-2015 aquestes dades havien millorat i dels 1.084.160 habitants l'entenien 1.046.624 persones (96,8%), el sabien parlar 883.312 persones (80,5%), el sabien llegir 914.725 persones (83,5%) i el sabien escriure 705.869 persones (61,9%).
| Coneixement del català a les Illes Balears (2013-2015) | Coneixement del català a les Illes Balears (2013-2015) | Coneixement del català a les Illes Balears (2013-2015) |
| Coneixement                                            | Persones                                               | Percentatge                                            |
| ------------------------------------------------------ | ------------------------------------------------------ | ------------------------------------------------------ |
| L'entén                                                | 1.046.624                                              | 96,8%                                                  |
| El sap parlar                                          | 883.312                                                | 80,5%                                                  |
| El sap llegir                                          | 914.725                                                | 83,5%                                                  |
| El sap escriure                                        | 705.869                                                | 61,9%                                                  |
| Població total major de 15 anys                        | 1.084.160                                              | 100%                                                   |

En canvi, la llengua materna i habitual de la població havia disminuït en termes percentuals.
| El català a les Illes Balears |             |             |          |
|                               | Any 2004    | Any 2004    | Any 2014 |
| Persones                      | Percentatge | Percentatge |          |
| Llengua habitual              | 404.800     | 50,3%       | 47,1%    |
| Llengua materna               | 357.500     | 44,4%       | 41,5%    |

### Franja de Ponent (Aragó)
El català és la llengua pròpia i tradicional en aquest territori anomenat Franja de Ponent, que antigament formava part del Principat de Catalunya tot i que actualment és la franja oriental d'Aragó. No és una llengua oficial i té una presència gairebé nul·la en les institucions públiques, molt limitada en l'ensenyament, on només és possible estudiar-la com a llengua optativa, en l'administració i en actes públics en general. Malgrat això, la Llei 2/2016 d'Aragó en el seu article 35 es modifica la legislació prèvia per indicar que L'aragonès i el català d'Aragó, en què estan incloses les seves varietats dialectals, són les llengües i modalitats lingüístiques pròpies a què es refereix l'article 7 de l'Estatut d'Autonomia d'Aragó.  A partir d'aquesta Llei, l'any 2018 es va crear l'Institut Aragonès del Català com a òrgan del Govern d'Aragó en l'àmbit de la llengua catalana a l'Aragó. Com un dels primers resultats de la constitució d'aquest organisme, el 13 de març de 2023 es va publicar al Butlletí Oficial d'Aragó, l'acord normatiu de l'Acadèmia Aragonesa de la Llengua sobre la norma d'ús oficial del català d'Aragó. L'acord estableix que el model normatiu a aplicar al català d'Aragó serà el de l'Institut d'Estudis Catalans, així com el de l'Acadèmia Valenciana de la Llengua tant per la proximitat dialectal com pel fet d'inscriure's en el model de la llengua comuna.
El 2014 era parlat per un sector significatiu de la població, el 80,2% dels adults, que representen 33.743 parlants de català a la Franja. L'any 2004 però, eren 42.000 persones, el 88,8% de la població adulta. La davallada es deu sobretot a causes demogràfiques, més que no pas a causes sociolingüístiques. A tot Aragó el 2011 hi havia 55.513 parlants de català, segons dades censals.
Pel que fa a la transmissió generacional del català, el 2014 es mantenia estable i, en algunes ocasions, en nivells superiors als del castellà, ja que el 89,2 % dels que parlaven català amb els progenitors transmeten aquesta llengua als fills, mentre que els castellanoparlants que continuaven transmetent el castellà són el 87,5 %. A més, els bilingües familiars tendien a privilegiar l’ús del català en l’ús amb les generacions posteriors (63,9 % dels casos). Ara bé, la llengua a dins la llar va davallar: entre les generacions més joves el català (39,6 %) i el castellà (44,1 %) tenien un volum similar en l’àmbit familiar (a diferència dels més grans de 65 en què el català era un 73,6% i el castellà un 22,7%).
| Evolució del Català       | Evolució del Català | Evolució del Català | Evolució del Català | Evolució del Català |
| Coneixement               | 2004                | 2004                | 2014                | 2014                |
| ------------------------- | ------------------- | ------------------- | ------------------- | ------------------- |
| L'entén                   | 98,5 %              | 38.853              | 93,9 %              | 38.059              |
| El sap parlar             | 88,8 %              | 35.031              | 80,4 %              | 32.592              |
| El sap llegir             | 72,9 %              | 28.740              | 75,3 %              | 30.497              |
| El sap escriure           | 30,3 %              | 11.936              | 41,8 %              | 16.852              |
| Població de 15 anys o més | 100 %               | 42.081              | 100 %               | 42.081              |

| Llengua         | 2004           | 2004     | 2004          | 2014           | 2014     | 2014          |
| Llengua         | Inicial (Casa) | Habitual | Identificació | Inicial (Casa) | Habitual | Identificació |
| --------------- | -------------- | -------- | ------------- | -------------- | -------- | ------------- |
| Català          | 71,1 %         | 73,6 %   | 66,6 %        | 52,2 %         | 49,6 %   | 50,7 %        |
| Castellà        | 26,6 %         | 22,4 %   | 29,9 %        | 33,8 %         | 40,6 %   | 40,6 %        |
| Català-Castellà | 1,8 %          | 3,5 %    | 3,3 %         | 11,6 %         | 0,1 %    | 0,2 %         |
| Altres          | 0,4 %          | 0,6 %    | 0,3 %         | 2,5 %          | 6,3 %    | 2,7 %         |

### Andorra
La llengua pròpia, nacional i oficial d'Andorra és el català. A més a més és l'únic territori on el català és l'únic idioma oficial i és l'únic estat del món que el té com a idioma oficial. La realitat lingüística d'Andorra és el resultat de la gran transformació demogràfica que ha viscut el país des de la segona meitat del segle xx: el 1940 les persones estrangeres residents al país representaven només el 17%; el 1989 representaven el 75,7% –màxima històrica– i el 2007 eren al voltant del 65%. A causa d'aquest fenomen, tot i que el català és la llengua oficial, el castellà i el francès són llengües d'ús habitual en moltes interaccions comercials, i més recentment, la població de parla portuguesa s'ha incrementat significativament.
D'acord amb el Centre de recerca sociològica de l'Institut d'Estudis Andorrans, el 2022 el català era la llengua materna del 44% de la població, seguida pel castellà amb un 40,3% i a certa distància del portuguès (13,5%) i francès (10%).
El 2015 el 63,7% dels enquestats deien que utilitzaven el català com la llengua habitual amb les relacions amb altres persones, el 48,6% ho feia en castellà, el 6,6 en portuguès i el 5,7% en francès. Pel que fa a la llengua d’identificació o llengua pròpia, el 53,4% s'identificaven amb el català, el 38,5% amb el castellà, el 6,5% amb el francès, el 12,3% amb el portuguès, el 2,4% amb l’anglès i un 4,9% amb altres llengües.
Les dades apunten que el 2022 el català era la llengua més utilitzada en tots els àmbits (a casa, amb els amics i a la feina). Així, el català obtenia un indicador de 3,3, en què 1 correspon a ‘gens' i 5 a ‘molt’. La dada, que s'obté agrupant els àmbits d’ús a casa, amb els amics i a la feina, s'incrementava una dècima respecte al 2018. El castellà se situava en segona posició amb un indicador de 2,9, el portuguès obtenia un 1,4 i el francès un 1,3.
Quant a l'alfabetització, el 100% dels ciutadans saben llegir i escriure.
Segons l'observatori del Centre de Recerca Sociològica de l'Institut d'Estudis Andorrans, els usos lingüístics a Andorra el 2022 són els següents:
|                                    | Llengua materna | Llengua habitual |
| ---------------------------------- | --------------- | ---------------- |
| Català                             | 44 %            | 63,7 %           |
| Castellà                           | 40,3 %          | 48,6 %           |
| Portuguès                          | 13,5 %          | 6,6 %            |
| Francès                            | 10 %            | 5,7 %            |
| Altres                             | 9,8%            | 4,9%             |
| Font: Institut d'Estudis Andorrans |                 |                  |

#### Presència internacional
L'oficialitat del català en un estat independent li permet una certa presència en l'àmbit internacional. L'ingrés d'Andorra en l'ONU, el 28 de juliol de 1993, va permetre per primera vegada en la història l'ús del català en una assemblea d'aquesta organització. També Andorra va portar per primera vegada la llengua catalana al Festival de la Cançó d'Eurovisió el 2004 amb Marta Roure i la cançó «Jugarem a estimar-nos».

### Catalunya del Nord
A la Catalunya del Nord, el català ha estat reconegut com a llengua del departament, ensems amb el francès, el 10 de desembre del 2007 pel Consell General dels Pirineus Orientals mitjançant la Carta en favor del català. Tot i que aquest acte no comporta pas cap conseqüència ni té pas cap valor legal a l'estat francès.
A la Catalunya del Nord, com en la major part de França, el procés de substitució lingüística de l'idioma local pel francès està molt avançat, amb el clàssic patró pel qual l'idioma canvia primer a les ciutats i només més tard al camp. El reial decret francès de Lluís XIV del 2 d'abril de 1700, amb data d'aplicació d'1 de maig del mateix any, va prohibir dràsticament l'ús de la llengua catalana en documents oficials, notarials i d'un altre tipus, sota pena d'invalidar el contingut. Des de llavors, el francès continua sent l'única llengua oficial, i l'única que s'utilitza en l'ensenyament públic. En el primer terç del segle xx, però, el català encara era la llengua de relació en moltes poblacions, especialment en l'àmbit rural.
Arribat el 2015 només el 61% de la població comprenia el català (65,3% el 2004), un 35,4% era capaç de parlar-lo (37,1% el 2004), el 39,2% era capaç de llegir-lo (31,5% el 2004) i un 14,3% (un 10,6% el 2004). Pel que fa a les últimes dades sociolingüístiques de què disposa la Generalitat de Catalunya (2015) reflectien que el francès era la llengua majoritària a la Catalunya del Nord, amb una presència minoritària del català. Habitualment parlava francès el 87,1% de la població, català el 1,3%, ambdós idiomes un 4,4% i el 7,1% parlava altres llengües o combinacions.
| Coneixement del català    | Coneixement del català | Coneixement del català | Coneixement del català | Coneixement del català |
|                           | 2004                   | 2004                   | 2015                   | 2015                   |
| ------------------------- | ---------------------- | ---------------------- | ---------------------- | ---------------------- |
| L'entén                   | 65,3%                  | 216.125                | 61,0%                  | 225.445                |
| El sap parlar             | 37,1%                  | 122.780                | 35,4%                  | 130.979                |
| El sap llegir             | 31,4%                  | 103.823                | 39,2%                  | 144.937                |
| El sap escriure           | 10,6%                  | 35.124                 | 14,3%                  | 52.829                 |
| Població de 15 anys o més | 100 %                  | 419.820                | 100 %                  | 452.530                |

| Llengua        | 2015           | 2015     | 2015          |
| Llengua        | Inicial (Casa) | Habitual | Identificació |
| -------------- | -------------- | -------- | ------------- |
| Català         | 9,2%           | 1,3%     | 4,2%          |
| Francès        | 69,9%          | 87,1%    | 75,9%         |
| Català-Francès | 3,5%           | 4,4%     | 7,5%          |
| Altres         | 16,7%          | 7,1%     | 12,5%         |

Font: Generalitat de Catalunya, Consell Departamental dels Pirineus Orientals, Institut Franco-Català Transfronterer-UPVD, Enquesta d’usos lingüístics a la Catalunya del Nord 2015.

Comarques tradicionals del departament dels Pirineus Orientals. Toponímia en català.

La transmissió lingüística intergeneracional del català continua gairebé interrompuda i amb valors negatius. Això significa que la diferència entre el percentatge de població que parla català (sol o compartit amb altres llengües) amb la mare (el 14,9%) o amb el pare (el 17,4%), i el percentatge que l’utilitza amb els fills (un 11,4%), és de 3,5 i 6 punts menys. Si considerem la dada del català sol, el català com a llengua d’ús amb la mare és un 5,7%, amb el pare un 6,8% i amb el fill més gran el 0,7%.
En els àmbits interpersonals, l’ús de la llengua catalana, sol o compartit, varia entre el 3,3 % en les notes personals i el 16,1% a la llar.

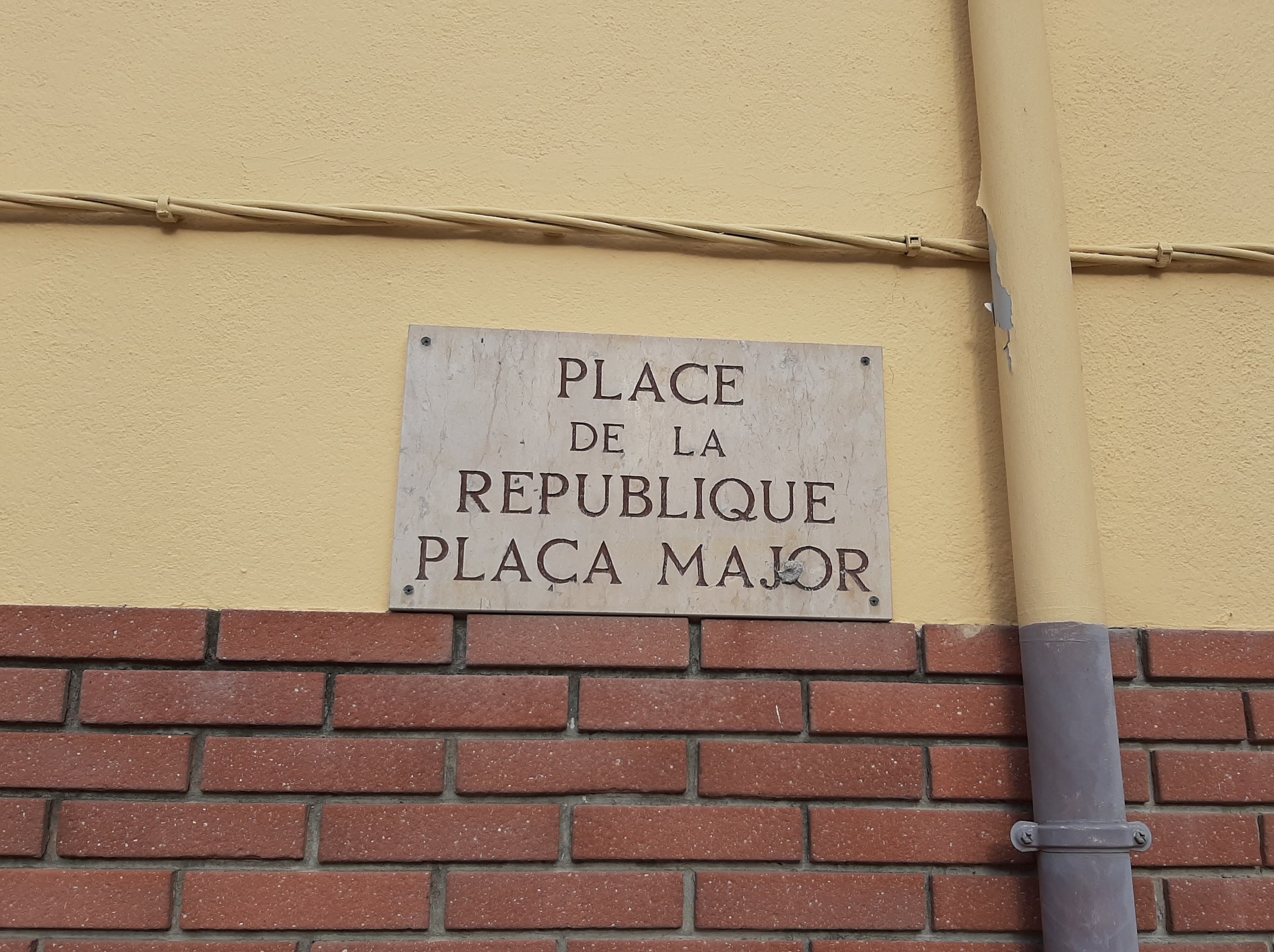
Placa bilingüe a la plaça Major d'Elna.
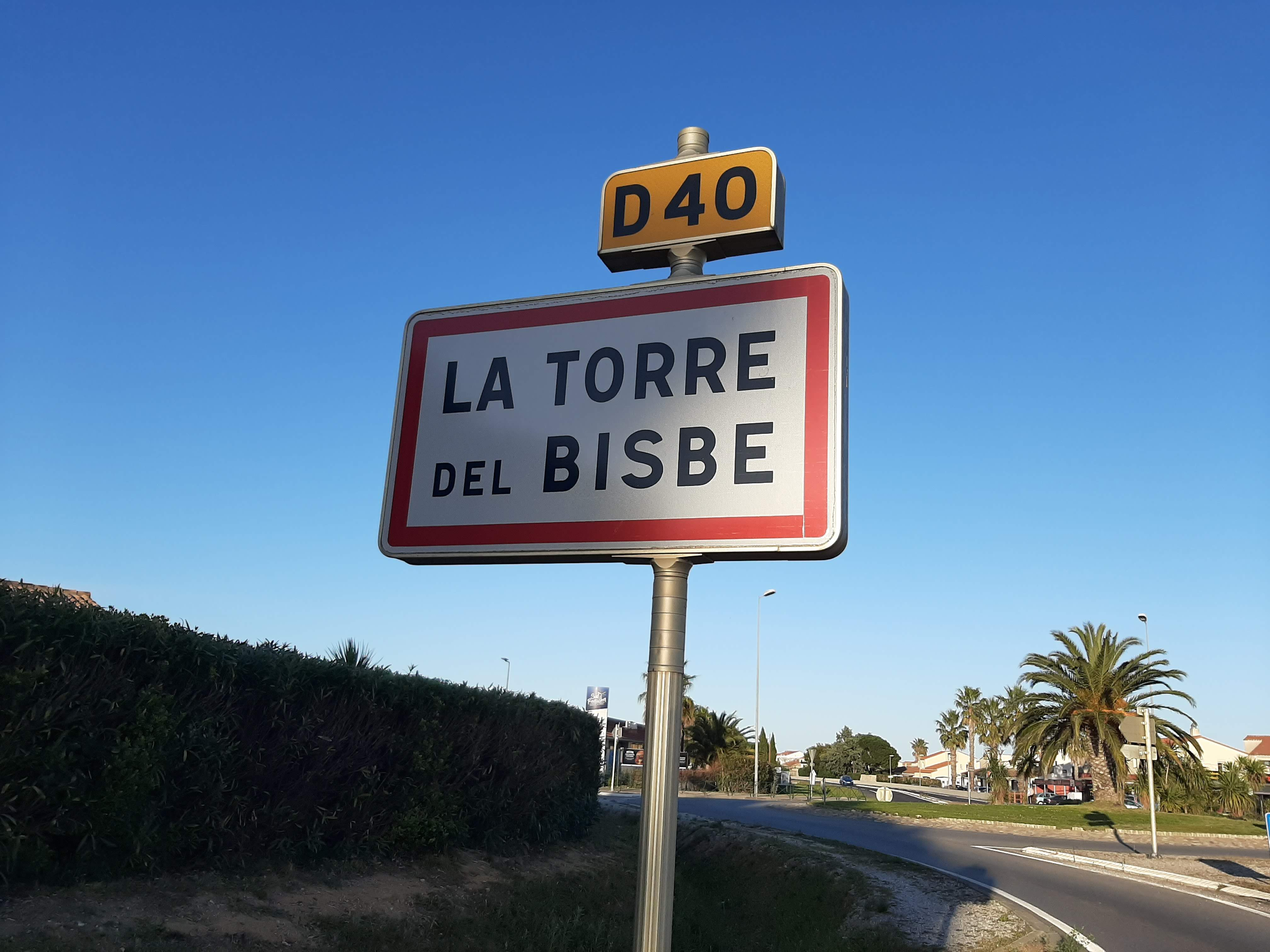
Rètol en català a l'entrada de la Torre del Bisbe.
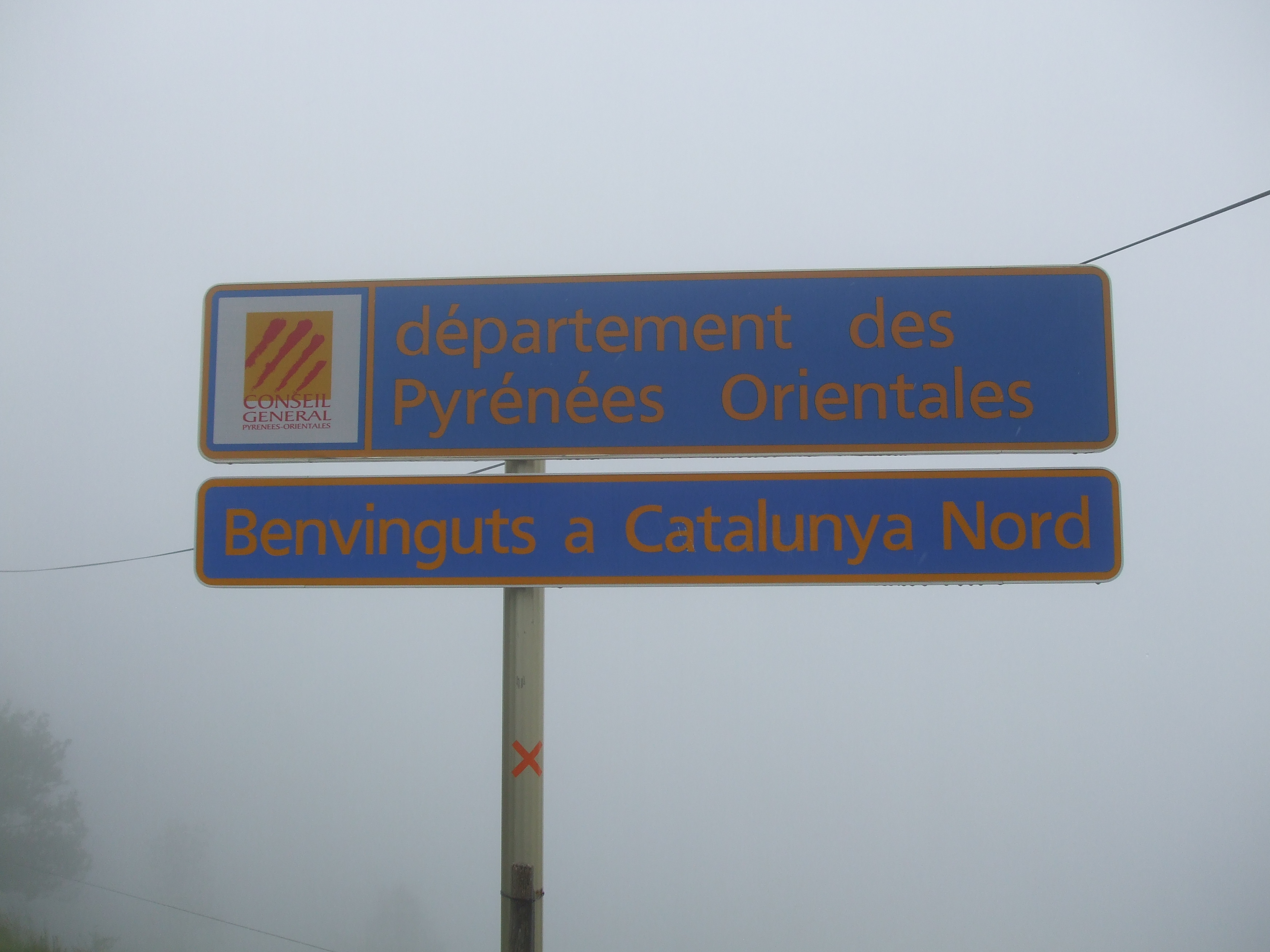
Rètol en francès i en català al coll d'Ares.

### L'Alguer (Sardenya)
El procés d’interrupció de la transmissió lingüística de l’alguerès se troba en fase molt avançada: el 2015 solament el 10,3 % dels genitors més d’edat (més grans de 65 anys) ha utilitzat l’alguerès com a llengua principal amb els fills, xifra que baixa al 3,6 % si considerem els genitors més joves (18-44 anys).
Segons les diferents enquestes d'usos lingüístics de L'Alguer, fetes per la Generalitat de Catalunya, el coneixement de l'alguerès és el següent:
| Usos lingüístics de l'Alguer | Usos lingüístics de l'Alguer | Usos lingüístics de l'Alguer |
|                              | 2004                         | 2015                         |
| ---------------------------- | ---------------------------- | ---------------------------- |
| L'entén                      | 90,1%                        | 88,2%                        |
| El sap llegir                | 46,5%                        | 35,6%                        |
| El sap parlar                | 61,3%                        | 50,5%                        |
| El sap escriure              | 13,6%                        | 8,1%                         |

El 2004 el 22,4% dels algueresos tenia el català com a primera llengua, però en l'ús social baixava al 13%, i en el camp escolar predominava l'italià. La percepció que tenia la població és que l'alguerès es parlava més que fa cinc anys, ara bé també es creu que es parlararia menys cinc anys després. Respecte al sentiment de pertinença a la comunitat lingüística catalana, un 77,7% es manifestava entre molt i bastant identificat.
El 2015 l’alguerès era la llengua inicial o primera llengua parlada (L1) del 24,1 % de la població resident a l’Alguer (suma de les categories «Alguerès», «Alguerès i italià» i «Alguerès i altres combinacions»), la qual s'identifica amb aquest idioma en el 26,1 % dels casos. D’altra banda, el 18,5 % dels entrevistats declarava tenir l’alguerès, sol o amb altres llengües, com a llengua d’ús habitual.
Pel que fa a l'ús social el 2015 el català s'utilitzava menys, com a llengua principal o paritària, a l’Administració pública local (3,1 %), als grans establiments comercials (1,4 %) i als petits comerços (6,1 %), i tenia una vitalitat major amb els clients/usuaris (12,9 %), companys de feina (13,1 %), llar (13,4 %) i amics (19,1 %).
L'Alguer té una població de 42.380 habitants (2023). La població de la ciutat va ser substituïda per colons catalans de les comarques del Penedès i Camp de Tarragona després d'un aixecament popular contra el rei Pere el Cerimoniós. A la fi de 1354, la població queda molt reduïda per la fam, després de mig any de setge, i els resistents algueresos són expulsats o esclavitzats.
És per això que fins fa relativament poc la llengua majoritària de la ciutat era el català, en la seua varietat algueresa. Des de la fi de la Segona Guerra Mundial, però, la immigració de gent de parla sarda, l'escola, la televisió i els diaris de parla italiana han fet que menys famílies l'hagin transmès als fills. El 2004 i el 2015 els usos lingüístics de la població de l'Alguer eren els següents:
|        | 2004            | 2004             | 2015            | 2015             |
|        | Primera llengua | Llengua habitual | Primera llengua | Llengua habitual |
| ------ | --------------- | ---------------- | --------------- | ---------------- |
| Italià | 59,2%           | 83,0%            | 79,3%           | 87,2%            |
| Català | 22,4%           | 13,9%            | 24,1%           | 18,5%            |
| Sard   | 12,3%           | 2,8%             | 14%             | 4,2%             |

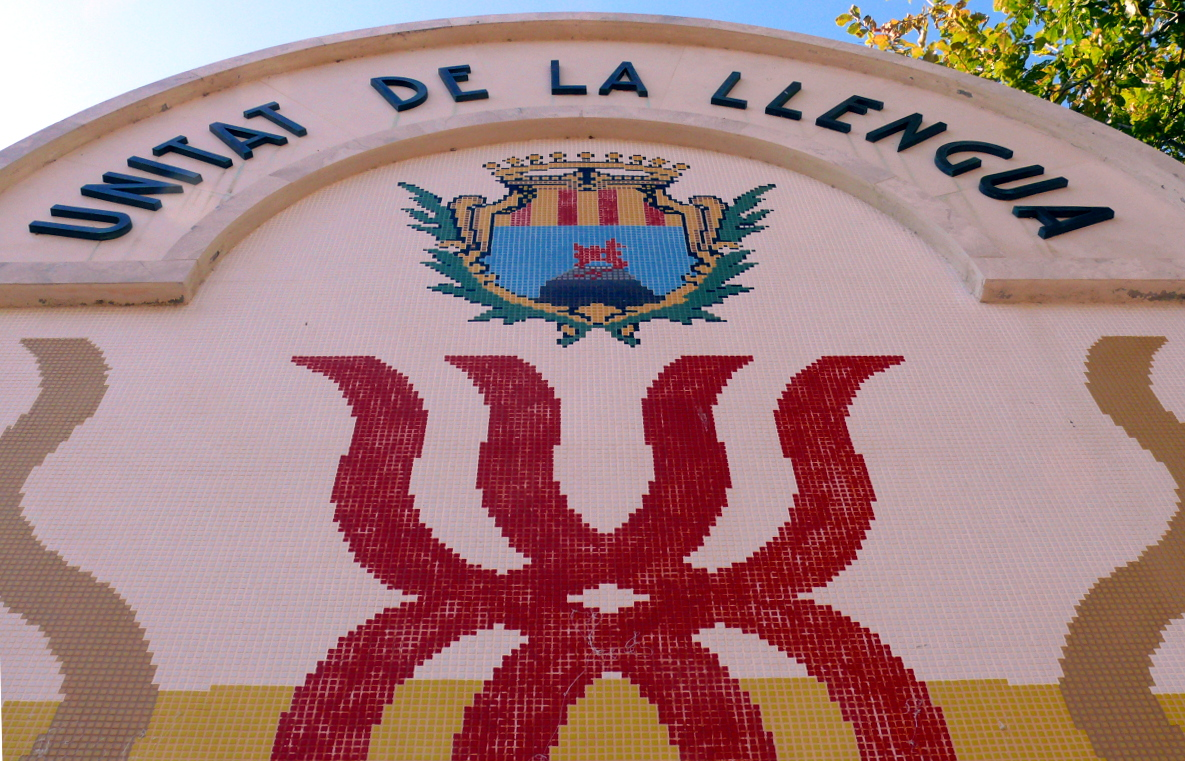
Monument a la unitat de la llengua a l'Alguer.

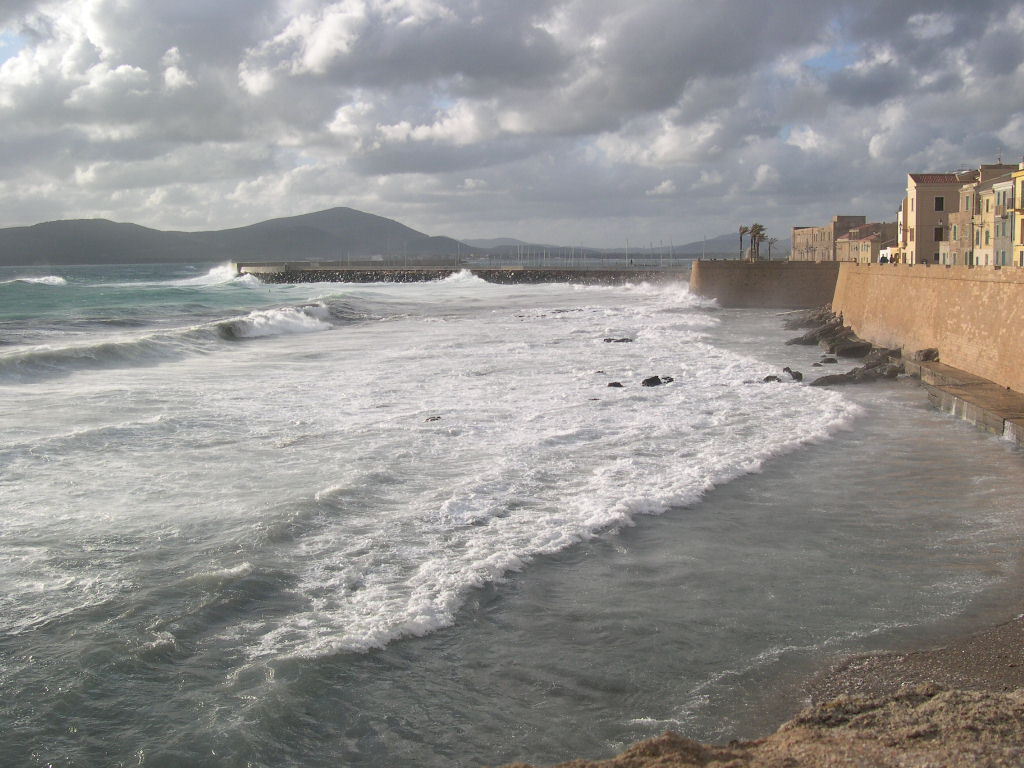
Muralla de l'Alguer

Fins fa relativament poc, la majoria dels habitants de la zona parlaven alguerès, una varietat dialectal del català amb influències del sard i l'italià. El català va ser reemplaçat pel castellà com a llengua oficial durant el segle xvii, i, al segle xviii, per l'italià.
El 1990 un 60% de la població local encara entenia l'alguerès parlat, des de fa un temps, poques famílies l'han transmès als fills. Tanmateix, la majoria dels algueresos de més de 30 anys el saben parlar i diferents entitats promouen la llengua i la cultura, com ara Òmnium Cultural, el Centre Maria Montessori i l'Obra Cultural de l'Alguer.
Les últimes dades sociolingüístiques de la Generalitat de Catalunya (2015) reflecteixen que per a la majoria de la població de l'Alguer la llengua vernacla és l'italià, sent la primera llengua del 79,3% de la població i l'habitual del 87,2%. El català és la primera llengua per al 24,1% de la població i un 18,5% que la té com a llengua habitual. La tercera llengua, el sard, mostra un ús més baix. Pel que fa a la llengua d'identificació, un 75,4% s'identifiquen amb l'italià, un 26,1% amb el català i un 11,2% amb el sard.
Des de 1997 la llengua catalana compta amb reconeixement i legislació lingüística específica atorgada pel Consell Regional de Sardenya en la llei de Promozione e valorizzazione della cultura e della lingua della Sardegna Arxivat 2009-02-21 a Wayback Machine.. A més, diferents entitats, com ara Òmnium Cultural, el Centre de Recursos Pedagògics Maria Montessori i l'Obra Cultural de l'Alguer, promouen la llengua i cultura pròpies. Recentment, el municipi de l'Alguer ha organitzat cursos intensius als seus empleats. Gràcies a això, ara tots els ciutadans poden adreçar-se en alguerès a l'administració de la ciutat. També s'estan organitzant cursos de llengua per a nens i adults amb el suport de la Generalitat de Catalunya.
El nucli antic de l'Alguer mostra molts trets urbanístics i arquitectònics comuns a les ciutats medievals d'altres zones dels Països Catalans. Les muralles i torres, allà on s'han conservat, són molt característiques de la ciutat.
Els algueresos diuen a la seva ciutat «la Barceloneta» (pronunciat /baɫsaɾuˈneta/), a causa de la seva ascendència barcelonina i de la germanor amb aquesta ciutat. Entre Barcelona i l'Alguer s'organitzen viatges xàrter, generalment durant l'estiu. Des del 5 de febrer de 2004 existeix un servei de vols regulars entre Girona i l'Alguer.
Entre les seves tradicions vives destaca el Cant de la Sibil·la, que segons la tradició es canta la nit de Nadal a l'Alguer, de la mateixa manera que a altres regions de cultura catalana com Mallorca o la ciutat valenciana de Xeraco. En els últims anys hi ha hagut un ressorgiment de la música cantada en la llengua local. Entre els més famosos protagonistes d'aquesta nova onada destaquen artistes com la cantant Franca Masu.
Nova llei a Sardenya del dia 27 de juny de 2018. Per primera vegada a la història, Sardenya va aprovar una llei de regulació integral de la llengua catalana de l'Alguer. El Consell Regional va aprovar la nova llei per a dotar de tanta protecció com fos possible les altres llengües de l'illa de Sardenya (el català, el sard i el ligur).
L'impulsor de la llei, Paolo Zedda (MDP), va defensar les llengües de Sardenya cap a un reconegut bilingüisme, com passa en altres comunitats lingüístiques protegides a Itàlia, com la de Trentino i la Val d'Aosta.

## Àmbit educatiu
Amb la democràcia es va recuperar la llengua en l'àmbit educatiu. No obstant això, la introducció del català a les aules va ser molt desigual segons el territori. Així, mentre que a Catalunya i a les Balears s'ha adoptat un model lingüístic segons el qual el català és la llengua vehicular principal, al País Valencià s'ha seguit un model radicalment diferent en el qual els pares poden triar, en teoria, la llengua d'escolarització dels fills.

## Mitjans de comunicació en català
Als Països Catalans existeixen diferents mitjans de comunicació en català, els quals conformen l'anomenat espai català de comunicació. En l'àmbit de la premsa cal destacar l'edició en català de La Vanguardia i El Periódico de Catalunya, els diaris editats només en català El Punt Avui, Ara, Diari de Balears i L'Esportiu; la nombrosa premsa comarcal en català (Segre, Regió 7, Diari de Girona, El 9 Nou, etc.), les revistes en català (El Temps, Sàpiens, etc.) i els nombrosos diaris digitals en català (VilaWeb, Racó Català, Nació Digital, Ara.cat, 324.cat, etc.). Pel que fa a la ràdio destaquen Catalunya Ràdio, IB3 Ràdio, À Punt FM i RAC1 com a emissores generalistes, Catalunya Informació com a emissora d'informació 24 hores, i Catalunya Música, Ràdio Flaixbac, Flaix FM i RAC 105 com a emissores musicals. Finalment, pel que respecta a la televisió, cal fer esment de TV3, IB3 Televisió, À Punt, Andorra Televisió i 8tv com a canals generalistes i El 33, 3/24, SX3, Esport 3 i com a canals temàtics.

## El català en l'àmbit digital
Fins al moment l'adveniment de la digitalització havia estat positiva per al català. A diferència del món de la impremta on les barreres d'entrada (econòmiques, legals, etc.) havien estat tradicionalment adverses al català, la popularització d'Internet a partir de 1994 a Catalunya va venir acompanyada d'una presència evident del català tant en l'àmbit institucional (Gencat, Diba, Ajuntament de Barcelona, etc.) com econòmic (La Caixa), social (entitats) i fins i tot personal (webs personals), tendència que s'accelera amb els blogs i el web 2.0. Les primeres xarxes socials fortament arrelades a Catalunya, Facebook, Tuenti (2010), Twitter (2012), disposen d'una interfície plenament operativa en català. A Twitter el català es defineix com la 19 llengua d'ús en aquesta xarxa.
També incorporen el català les principals marques del sector digital en l'àmbit global (Google i Microsoft) en els seus productes estrella. També hi influeix positivament l'interès tecnològic dels territoris on es parla català (cal tenir present que el català és la 8a llengua en penetració d'Internet entre la ciutadania) i l'any 2006 el català és també la 9a llengua als blocs, en aquell moment en eclosió.
Dues claus de l'ús del català a la xarxa són la versió catalana de la Viquipèdia, 17a del món i de les primeres en articles de qualitat, i el naixement del domini .cat, amb 100.000 dominis. D'altra banda, gràcies a la mateixa demanda ciutadana i empresarial i a la tasca d'agents com l'entitat sense ànim de lucre Softcatalà, els principals sistemes operatius d'ús comú (Windows, Linux, Android, Ios, etc.).
El català disposa d'un bon equipament en tecnologies de traducció automàtica, àmbit en què se situa al nivell de llengües com l'italià o l'alemany. La situació és més negativa en la resta de tecnologies de la llengua, amb aplicació en àmbits com la Internet de les coses, els sistemes de navegador i control d'automòbils, poca presència en l'àmbit de la intel·ligència artificial i els agents personals. El suport tecnològic al català està creixent lentament, arran dels recents avanços en IA i d'una major conscienciació sobre el valor de les dades i les tecnologies lingüístiques entre els organismes públics i privats. No obstant això, és necessari un major esforç per a promoure la creació de solucions i recursos de codi obert, amb la finalitat de reduir la barrera d'inversió perquè les empreses construeixin tecnologia per al català.
| Llengua  | # Productes | Referència (cerca ELG) |
| -------- | ----------- | ---------------------- |
| Anglès   | 6.192       | [ 122 ]                |
| Castellà | 2.540       | [ 123 ]                |
| Alemany  | 2.382       | [ 124 ]                |
| Francès  | 2.120       | [ 125 ]                |
| Català   | 641         | [ 126 ]                |
| Basc     | 353         | [ 127 ]                |
| Gallec   | 262         | [ 128 ]                |
| Aragonès | 30          | [ 129 ]                |
| Asturià  | 21          | [ 130 ]                |

Malgrat això, l'aparició de les grans plataformes de contingut i streaming van representar un nou repte per a la llengua catalana. Una enquesta del Consell de l’Audiovisual de Catalunya (CAC) el 2019 detectava que un 60 % de la població consumia serveis audiovisuals sota demanda, i que fins a un 40 % del total ja estava subscrita a plataformes de pagament com Netflix, Amazon Prime o HBO. El 2020 el 90% dels catalans havia consumit contingut en castellà a les plataformes, mentre que només el 50% ho havia fet en català i el 30% en anglès. A més a més, cap plataforma excepte FilminCAT no oferia la interfície en català. El contingut d'àudios, subtítols i audiodescripció en català a 2024 és molt escàs. També, les xarxes socials com YouTube, Instagram, Twitch o TikTok són un gran mercat desequilibrat que aboca els creadors de continguts catalanoparlants a passar-se al castellà. Malgrat això, d'ençà del 2020, sobretot, s'ha fet un gran avenç tant en el contingut propi com forà. Es va aprovar una llei de l'audiovisual tant a Espanya com Catalunya per impulsar el català a les plataformes i algunes plataformes com Netflix van començar a doblar pel seu compte o subvencions. Pel que fa al contingut nacional, es van millorar els continguts digitals com la web del Super3 o TV3 a la carta, que van optar per oferir molt de contingut digital first o es van modernitzar amb els nous SX3 i 3Cat.
Un altre àmbit en què el català no té gens de presència és: els videojocs. El 2022 prop del 50 % de la població catalana jugava a videojocs, percentatge que pujava al 90% en el cas dels menors de 20 anys. Tot i així, només el 6’2% jugava en català. La majoria ho feia en castellà o anglès. Això és a causa que excepte els videojocs produïts a Catalunya, la majoria de grans produccions no estan disponibles en català (amb alguna notable excepció com el Minecraft).

## Estatus jurídic

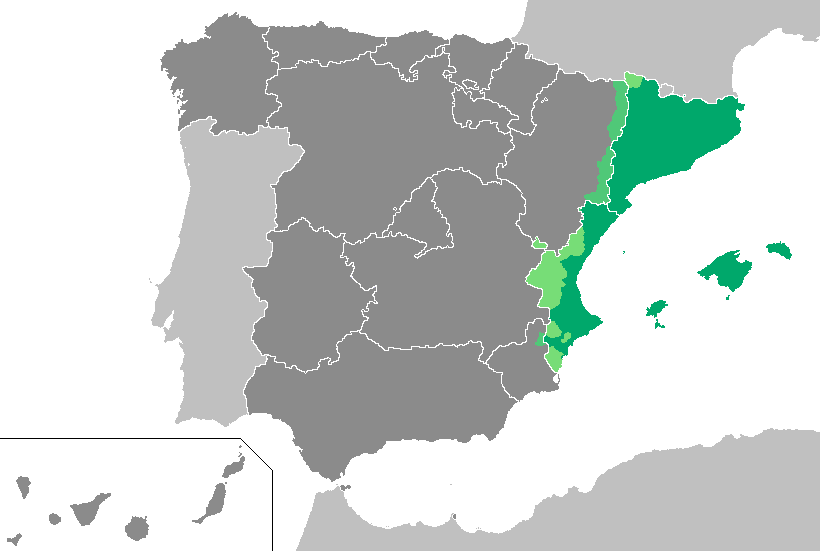
L'idioma català a Espanya
Territoris catalanoparlants on el català és oficial
Territoris catalanoparlants on el català no és oficial
Territoris històricament no catalanoparlants on el català és oficial

El fet que la comunitat lingüística catalana estigui disgregada en quatre estats diferents provoca una gran diversitat quant a l'estatut legal de la llengua.
Els drets juridicolingüístics dels catalanoparlants són ben diferents segons l'indret geogràfic. D'una banda hi ha el Rosselló, l'Alguer, la Franja i el Carxe on, els catalanoparlants no tenen poc o cap reconeixement legal. D'altra banda, però, hi ha Andorra, el País Valencià, Catalunya i les Illes Balears on els catalanoparlants tenen garantits certs drets lingüístics.

### Dins l'Estat espanyol
Dins l'Estat espanyol, els drets lingüístics els marquen la Constitució i els Estatuts d'Autonomia.
La Constitució, en l'Article 3, estableix que "El castellà és la llengua espanyola oficial de l'Estat. Tots els espanyols tenen el deure de conèixer-la i el dret d'usar-la. Les altres llengües espanyoles seran també oficials en les respectives Comunitats Autònomes d'acord amb els seus Estatuts". En conseqüència, el català és oficial però només és obligat conèixer el castellà.
Aquest mateix article estableix que les altres llengües d'Espanya seran també oficials en els territoris autònoms d'acord amb els seus Estatuts respectius. La llengua catalana s'estableix com a oficial en tres estatuts d'autonomia: Catalunya, País Valencià i Balears.

#### Situació al País Valencià, Catalunya i Balears
Recentment l'Estat espanyol està immers en un procés d'actualitzacions dels Estatuts d'Autonomia. Però des del punt de vista lingüístic els canvis no són substancials:
- L'Estatut d'Autonomia de les Balears aprovat en març de 2007 no contempla cap canvi lingüístic respecte de l'anterior.
- La reforma de l'Estatut d'Autonomia del País Valencià aprovada en abril de 2006, canvia el terme valencià pel d'idioma valencià. I s'afegien dos paràgrafs a l'article 6è: el 1r, on estableix "La llengua pròpia de la Comunitat Valenciana és el valencià", no és una gran novetat, ja que, la Llei d'ús i ensenyament del valencià ja en parlava. I l'últim, on s'estableix l'Acadèmia Valenciana de la Llengua com a institució normativa de l'idioma valencià.
- L'Estatut d'Autonomia de Catalunya del 2006 és l'únic que estableix alguns canvis importants pel que fa a l'estatut jurídic de la llengua:
  - Drets i deures lingüístics. En primer lloc s'afigeix el deure de conèixer el català. D'aquesta manera tothom té el dret de conèixer el castellà i el català, dret d'emprar el castellà i el català, el deure de conèixer el castellà i el català.
  - Llengua pròpia. L'estatut català estableix que la llengua pròpia és el català i n'és la llengua d'ús normal i preferent de les administracions i dels mitjans de comunicació públics, i en l'ensenyament.
  - Per acabar, el nou estatut obliga a l'Estat a emprendre les accions necessàries per al reconeixement de l'oficialitat del català a la Unió Europea i assegurar-ne la presència.

Finalment, cal destacar altres aspectes que es traspuen dels Estatuts d'Autonomia:
- La dualitat lingüística al País Valencià.
- Cooperació / Reconeixement de la unitat de la llengua. Un aspecte important per a una llengua minoritària com el català és la unitat de la llengua, des d'aquest punt de vista cal remarcar les referències existents als estatuts balear i català. Fruit d'aquesta cooperació hi ha l'Institut Ramon Llull on col·laboren les institucions catalanes i balears. A l'Estatut valencià no es fa cap referència ni a la unitat de la llengua ni a la cooperació entre els territoris del domini lingüístic. Per a trobar-ne alguna en el corpus legislatiu valencià hem de buscar en el dictamen del Consell Valencià de Cultura, en les resolucions de l'AVL o en la LUEV, però en tots aquests casos les referències a la unitat de la llengua són ambigües i fins i tot irrisòries.

#### Situació a la Franja de Ponent
A les comarques de la Franja de Ponent hi ha vint-mil habitants que tenen el català com a llengua materna. El procés de normalització es va iniciar quan alguns dels batlles d'aquestes comarques, el 22 de gener de 1984, varen demanar l'ensenyament optatiu del català a les escoles. El dia 1 de febrer de 1984 se celebrà una reunió a Mequinensa amb representants de tots els pobles de la Franja, que formularen la Declaració de Mequinensa. Els reunits hi varen proposar que la llengua catalana s'ensenyés com a assignatura optativa a tots aquells pobles de la Franja de Ponent que ho demanessin i que la Diputació General d'Aragó donaria suport a la producció literària en català. Els representants municipals, per la seua banda, es varen comprometre a fomentar l'ús públic del català en les seues localitats respectives: la retolació, els edictes, els mitjans de comunicació, etc.
El 2013 el govern aragonès va aprovar la Llei de llengües d'Aragó amb el nom Llei d'ús, protecció, promoció de les llengües i modalitats lingüístiques pròpies va ser aprovada amb els vots de PP i PAR. Així doncs es batejava el català Lengua Aragonesa Propia del Área Oriental (LAPAO), i l'aragonès Lengua Aragonesa Propia del Área Pirenaica y Prepirenaica (LAPAPYP).
La Llei 2/2016 d'Aragó en el seu article 35 modifica la legislació prèvia per indicar que L'aragonès i el català d'Aragó, en què estan incloses les seves varietats dialectals, són les llengües i modalitats lingüístiques pròpies a què es refereix l'article 7 de l'Estatut d'Autonomia d'Aragó.  A partir d'aquesta Llei, l'any 2018 es va crear l'Institut Aragonès del Català com a òrgan del Govern d'Aragó en l'àmbit de la llengua catalana a l'Aragó.
Com un dels primers resultats de la constitució d'aquest organisme, el 13 de març de 2023 es va publicar al Butlletí Oficial d'Aragó, l'acord normatiu de l'Acadèmia Aragonesa de la Llengua sobre la norma d'ús oficial del català d'Aragó. L'acord estableix que el model normatiu a aplicar al català d'Aragó serà el de l'Institut d'Estudis Catalans, així com el de l'Acadèmia Valenciana de la Llengua tant per la proximitat dialectal com pel fet d'inscriure's en el model de la llengua comuna.
El 2024, però el govern tenia intencions de deixar de considerar tant el català com l'aragonès llengües pròpies de l'Aragó.

#### Situació al Carxe
Dels catalanoparlants que viuen sota administració del Regne d'Espanya els que tenen l'estatut jurídic més desfavorable són els carxencs. El Carxe és una zona catalanoparlant que comprèn algunes entitats de població dels municipis de Iecla, Jumella i Favanella i on el català no té cap reconeixement oficial per la Comunitat Autònoma de Múrcia. L'única actuació en favor de la llengua la realitza l'Acadèmia Valenciana de la Llengua que des de 2006 imparteix classes de català a Iecla, atenent el prec de veïns carxencs.

### Andorra
Al Principat d'Andorra el català és l'única llengua oficial segons la Constitució d'Andorra del 1993.

### Catalunya Nord
- Exclusió de les llengües pròpies a França. Al llarg de la història l'Estat francès ha desenvolupat tot un sistema d'exclusió de les llengües pròpies.
- La llei Deixonne. Malgrat les inquietuds regionalistes que comencen a manifestar-se a principis del segle xx, caldrà esperar a la llei Deixonne de 1951. Aquesta Llei obria una petita escletxa en el sistema escolar. A l'escola primària, els mestres podien ser autoritzats a ensenyar durant una hora les llengües locals. A l'escola secundària només podien assegurar-se cursos com a activitats extraescolars. Les lleis posteriors sobre les llengües locals i regionals no han anat més enllà de la llei Deixonne.

### L'Alguer

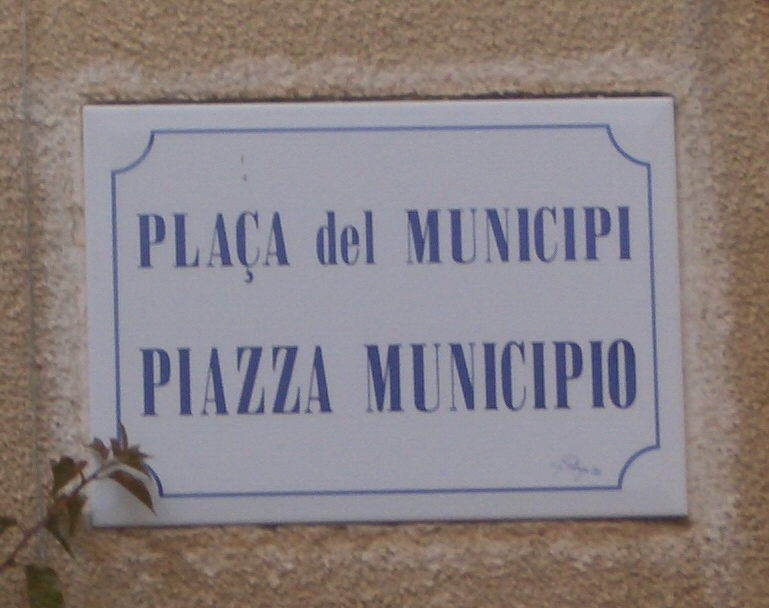
Rètol bilingüe a l'Alguer

L'any 1997, el Consell Regional de Sardenya va reconèixer la igualtat en dignitat de la llengua sarda amb la italiana en tota l'illa, així com amb altres llengües d'àmbit més reduït entre les quals se cita el català a la ciutat de l'Alguer. La ciutat, per la seua part, promou la normalització del català als seus estatuts de l'any 2000.
En virtut de la "Norma en matèria de tutela de les minories lingüístiques històriques del 1999", l'Estat italià preveu l'ús de llengües com el català en l'administració pública i en el sistema educatiu, així com l'emissió de continguts radiotelevisius per la RAI sempre que així ho sol·liciti el 15% de la població dels municipis que en facin la petició al consell provincial.

## Influència en altres llengües

### Parlars amb empremta de la llengua catalana
- Panotxo (Múrcia)
- Sard (Sardenya)
- Sicilià (Sicília)
- Napolità (Nàpols)
- Xurro (Comarques xurres)
- Patuet (originat a Algèria, avui testimonial a França entre alguns pied-noir)[151]

### Manlleus a altres llengües
Hi ha paraules d'origen català que han arrelat en diverses llengües. Existeixen paraules que van entrar en la llengua castellana durant el segle xx a causa d'una expansió i importació d'especialitats vinculades a la gastronomia com poden ser les paraules ensaïmada, escalivada, paella, bajel (vaixell). I d'altres com orxata van arrelar al castellà per la mateixa raó però no eren originals del català sinó provinents d'origen llatí. Paella, Barraca i Porxo han estat utilitzades per l'esperanto.
Allà on ha deixat sentir més la influència lèxica ha estat en les llengües veïnes i en les dels països que havien pertangut a la Corona d'Aragó. Destaquen els casos del sard, els dialectes meridionals italians i el castellà.
El sard és la llengua amb més influx lèxic català, ja que s'hi compten cap a quatre mil catalanismes. N'hi ha de tota mena, per exemple ‘arratera' (ratera), ‘arrekkáda' (arracada), ‘bugnu' (bony), ‘faina' (feina), ‘ferréri' (ferrer), ‘fustéri' (fuster), ‘gravellu' (clavell), ‘istimare' (estimar), ‘istraviare' (estalviar), ‘judgi' (jutge), ‘leggiu', (lleig), ‘matessi' (mateix), ‘mukkadóri' (mocador), ‘pigota' (pigota [verola]), ‘pikkaperdéri' (picapedrer), ‘poal' (poal [galleda]), ‘sabattéri' (sabater), ‘sindria' (síndria), ‘suréllu' (sorell), ‘tancare' (tancar) i ‘tastare' (tastar).
En els parlars meridionals italians, especialment el sicilià i el napolità, hi ha abundants empremtes lèxiques catalanes, entre les quals ‘abbucari' (abocar), ‘aggrajiri' (agrair), ‘atturrari' (torrar), ‘badagghiari' (badallar), ‘cairedda' (cadira), ‘cagghiari' (callar), ‘caravazza' (carabassa), ‘cara' (rostre), ‘carruaju' (vehicle), ‘imbolicari' (embolicar), ‘ngargiola' (presó) i ‘sgarrari' (esguerrar).
El castellà ha acollit sempre, i encara ho fa, mots d'origen català. Per això s'hi troben moltes paraules de procedència catalana com ara ‘anguila' (anguila), ‘añorar' (enyorar), ‘bajel' (vaixell), ‘buque' (buc), ‘capicúa' (capicua), ‘clavel' (clavell), ‘cohete' (coet), ‘faena' (feina), ‘mercader' (mercader), ‘papel' (paper), ‘pólvora' (pólvora), ‘reloj' (rellotge), ‘sastre' (sastre), ‘semblante' (semblant), ‘timonel' (timoner) i ‘turrón' (torró).
Moltes altres llengües han manllevat en menor mesura mots al català: l'italià estàndard, el portuguès, l'alemany, etc. El francès també ho ha fet. Així, mots francesos com ara ‘abricot' (albercoc), ‘baraque' (mena de barraca), ‘galère' (galera), ‘misaine' (vela mitjana) o ‘papier' (paper) són d'origen català. Algun d'aquests mots ha passat després del francès a altres idiomes com ara l'anglès, una llengua a la qual és més difícil que hagin arribat directament els catalanismes. Tenen possiblement aquest origen, per exemple, els mots anglesos ‘apricot' (albercoc), ‘barrack' (caserna), ‘mizen' (vela ‘mitjana') i ‘paper' (paper). En anglès – que fa part de les llengües germàniques occidentals – han arrelat també diversos mots com Allioli, Barraca i Paella en la seva llengua.

## Institucions i organitzacions entorn de la llengua
Entre les institucions i organitzacions que s'ocupen de la llengua catalana es troben:
- Consorci per a la Normalització Lingüística (CpNL, a Catalunya)
- Institut d'Estudis Catalans (IEC, amb seu a Barcelona)
- Acadèmia Valenciana de la Llengua (AVL, amb seu a València)
- Direcció General de Política Lingüística de la Generalitat de Catalunya (DGPL-GenCat)
- Plataforma per la Llengua, ONG amb seu a Barcelona
- Òmnium Cultural, ONG amb seu a Barcelona
- Les diferents universitats al territori dels Països Catalans, que no només ensenyen el català, sinó que també proporcionen diferents lèxics i altres eines per l'idioma.
- Els diferents manuals d'estil i altres eines proporcionades pels mitjans de comunicació en català, com ara l'ésAdir, el portal lingüístic de la Corporació Catalana de Mitjans Audiovisuals.
- Associacions i organitzacions vinculades als estudis catalans: Associació de Professionals i Estudiosos de la Llengua i la Literatura Catalanes, Societat d'Ensenyament i Recerca del Català com a Llengua Estrangera (SERCLE), organitzacions de catalanística, etc.
- Institut Ramon Llull, promoció internacional de la llengua i cultura catalanes.

## Obres cabdals de lexicografia – diccionaris, gramàtiques i altres eines

### Diccionaris monolingües
Tots els següents diccionaris cabdals són accessibles avui en línia de franc:
- Diccionari Alcover-Moll o Diccionari català-valencià-balear, un diccionari descriptiu en 10 volums més aviat de principis de segle xx, farcida de magnífics exemples d'ús i molt útil per cercar paraules difícils de trobar, entre altres coses.
- Diccionari de l'Institut d'Estudis Catalans, una obra normativa moderna de l'IEC
- Gran Diccionari de la llengua catalana (GDLC), de l'Enciclopèdia Catalana
- Diccionari normatiu valencià, una obra normativa moderna de l'Acadèmia Valenciana de la Llengua
- Diccionari etimològic i complementari de la llengua catalana de Joan Coromines.

### Diccionaris bilingües o més
Moltes de les següents eines són accessibles en línia de franc:
- TermCat - Centre de Terminologia de la Generalitat de Catalunya, on es poden cercar termes de camps especialitzats, com ara la gastronomia, l'agricultura, etc. Les entrades en català mostren les equivalències en castellà, i sovint també en anglès, francès i alemany, i a vegades també en italià (i llatí, segons el cas). Els termes es poden cercar a partir de qualsevol idioma dels inclosos.
- Diccionari de la llengua catalana multilingüe, de l'Enciclopèdia Catalana –aquest diccionari inclou català, castellà, anglès, francès i alemany.
- Els diccionaris bilingües de l'Enciclopèdia Catalana, com ara català-anglès i anglès-català, català-castellà i viceversa, passant pel Diccionari sànscrit-català d'Òscar Pujol (2006), el català-llatí, llatí-català, etc.
- L'Oxford Catalan-English Dictionary, d'Oxford University Press, a les beceroles...
- Les eines de traducció en línia, com ara SoftCatalà o Google Translate.

### Gramàtiques, normes
- Gramàtica de la llengua catalana, de l'Institut d'Estudis Catalans (2016)
- Gramàtica normativa valenciana, de l'AVL
- Normes de Castelló (1982)
- Gramàtica catalana, obra històrica de Pompeu Fabra (1918)

### Enciclopèdies
- Gran Enciclopèdia Catalana, accessible en línia de franc
- La Viquipèdia en català